# Histoire de l'anarchisme

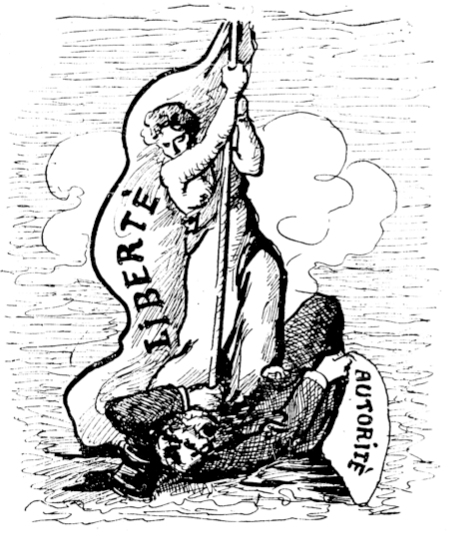
Illustration du livre Le principe anarchiste de Pierre Kropotkine, 1913.

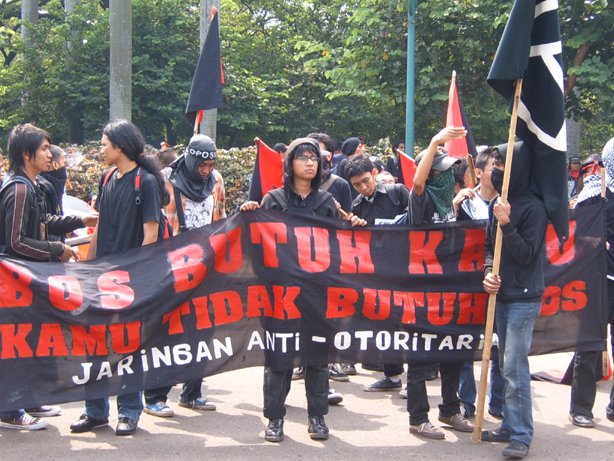
1 mai 2007, Jakarta, Indonésie.

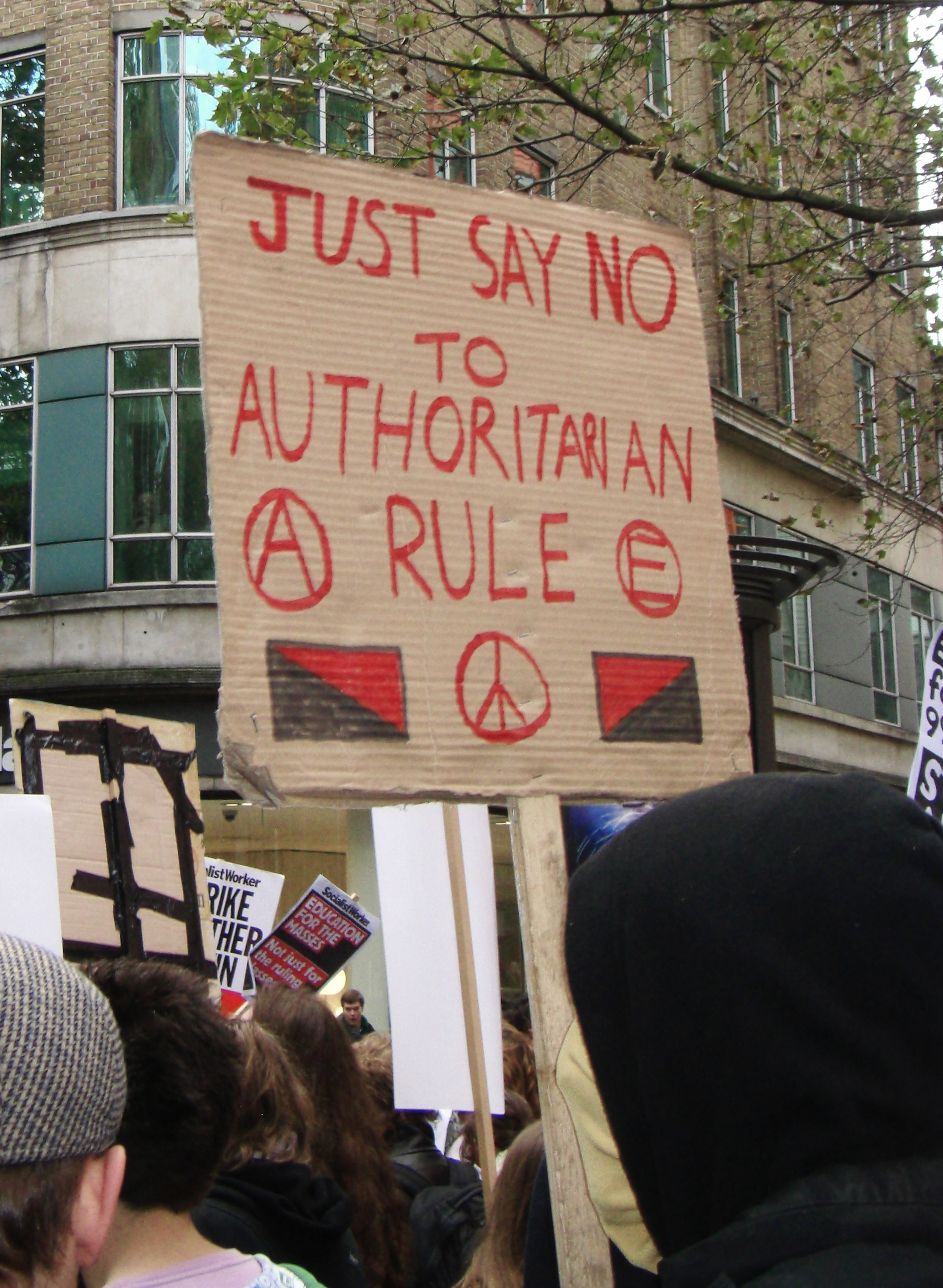
Dans une manifestation à Londres le 9 novembre 2011 : Dites juste non au gouvernement autoritaire.

En 1840, dans l'histoire de l'anarchisme, Pierre-Joseph Proudhon est le premier théoricien qui revendique explicitement la qualité d' « anarchiste ». En 1841, parait en France, le premier journal communiste libertaire, L'Humanitaire. En 1850, Anselme Bellegarrigue publie L'Anarchie, journal de l'ordre. En 1857, Joseph Déjacque crée le néologisme libertaire pour affirmer le caractère égalitaire et social de l'anarchisme naissant.
Mouvement international, l'anarchisme est pendant la première moitié du XXe siècle dans certains pays, un mouvement social de masse au travers de l'anarcho-syndicalisme et du socialisme libertaire.

## Définitions
L'anarchisme est souvent défini comme une philosophie politique opposée à l'organisation de la société sous la forme d'un État, considéré comme une institution inutile ou nuisible.
L'anarchisme s'oppose radicalement à toute forme d'autorité ou de hiérarchie dans l'ensemble des organisations sociales. Les anarchistes, préconisent une société sans État basée sur l'association libre des individus et leur coopération volontaire grâce à l'autogestion fédérative.
L'anarchisme moderne est issu de la pensée laïque ou religieuse des Lumières. C'est un mouvement pluriel qui embrasse l'ensemble des secteurs de la société. L’anarchisme est un concept philosophique, mais c’est également « une idée pratique et matérielle, un mode d’être de la vie et des relations entre les êtres qui naît tout autant de la pratique que de la philosophie ; ou pour être plus précis qui naît toujours de la pratique, la philosophie n’étant elle-même qu’une pratique, importante mais parmi d’autres ».
En 1928, Sébastien Faure, dans La synthèse anarchiste définit quatre grands courants qui cohabitent tout au long de l'histoire du mouvement : l'individualisme libertaire qui insiste sur l'autonomie individuelle contre toute autorité ; le socialisme libertaire qui propose une gestion collective égalitariste de la société ; le communisme libertaire, qui de l'aphorisme « De chacun selon ses moyens, à chacun selon ses besoins » créé par Louis Blanc, veut économiquement partir du besoin des individus, pour ensuite produire le nécessaire pour y répondre ; et l'anarcho-syndicalisme, qui propose une méthode, le syndicalisme, comme moyen de lutte et d'organisation de la société. Depuis de nouvelles sensibilités se sont affirmées, tels l'anarcha-féminisme, l'écologie sociale ou l'anarcho-transhumanisme.
Pour Vivien Garcia dans L'anarchisme aujourd'hui (2007), l'anarchisme « ne peut être conçu comme un monument théorique achevé. La réflexion anarchiste n'a rien du système. […] L'anarchisme se constitue comme une nébuleuse de pensées qui peuvent se renvoyer de façon contingente les unes aux autres plutôt que comme une doctrine close »

## Précurseurs de l'anarchisme

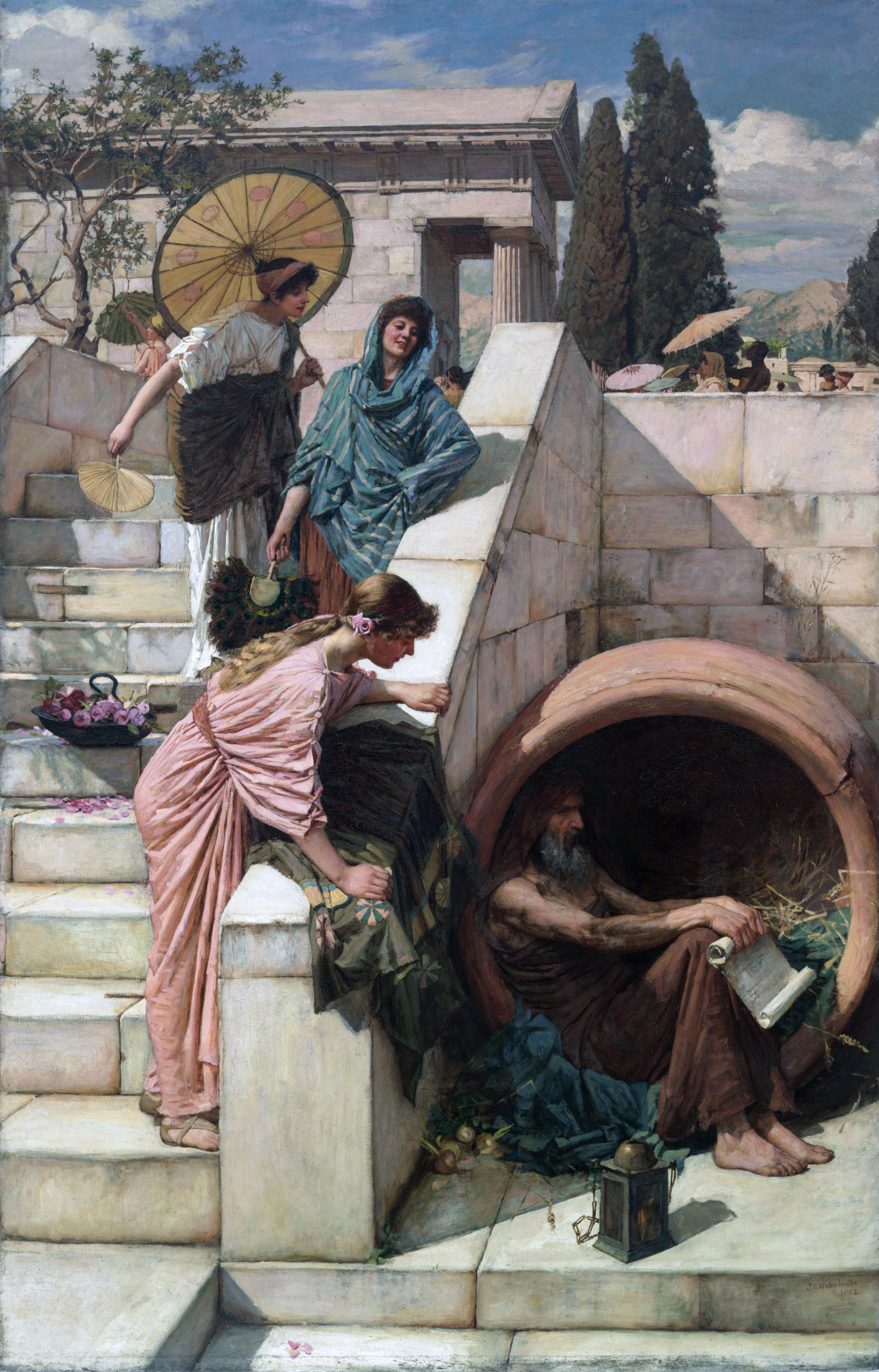
Diogenes par John William Waterhouse.

Pour de nombreux théoriciens de l'anarchisme, l'esprit libertaire remonte aux origines de l'humanité. À l'image des Inuits, des Pygmées, des Guaranis, des Santals, des Tivs, des Piaroas ou des Mérinas, de nombreuses sociétés fonctionnent, parfois depuis des millénaires, sans autorité politique (État ou police) ou suivant des pratiques revendiquées par l'anarchisme comme l'autonomie, l'association volontaire, l'auto-organisation, l'aide mutuelle ou la démocratie directe.
Les premières expressions d'une philosophie libertaire peuvent être trouvées dans le taoïsme et le bouddhisme. Au taoïsme, l'anarchisme emprunte le principe de non-interférence avec les flux des choses et de la nature, un idéal collectiviste et une critique de l'État ; au bouddhisme, l'individualisme libertaire, la recherche de l'accomplissement personnel et le rejet de la propriété privée.
Une forme d’individualisme libertaire est aussi identifiable dans certains courants philosophiques de la Grèce antique, en particulier dans les écrits épicuriens, cyniques et stoïciens.
Certains éléments libertaires du christianisme ont influencé le développement de l'anarchisme. À partir du Moyen Âge, certaines hérésies et révoltes paysannes attendent l'avènement sur terre d'un nouvel âge de liberté. Des mouvements religieux, à l'exemple des hussites ou des anabaptistes s'inspirèrent souvent de principes libertaires.
En 1534, dans Gargantua, François Rabelais décrit l'Abbaye de Thélème, une utopie imaginaire dont la devise est « Fais ce que voudras » et où les moines sont libérés de l'obéissance à une discipline et à une hiérarchie : « Toute leur vie était régie non par des lois, des statuts ou des règles, mais selon leur volonté et leur libre arbitre. Ils sortaient du lit quand bon leur semblait, buvaient, mangeaient, travaillaient, dormaient quand le désir leur en venait. Nul ne les éveillait, nul ne les obligeait à boire ni à manger, ni à faire quoi que ce soit. Ainsi en avait décidé Gargantua. Et toute leur règle tenait en cette clause : Fais ce que voudras ».
Quelques années plus tard, dans les années 1550, l'étudiant en droit, Étienne de La Boétie écrit son Discours de la servitude volontaire, dans lequel il affirme que la tyrannie résulte de la soumission volontaire et où il pose la question de la légitimité de toute autorité : « Soyez résolus de ne servir plus, et vous voilà libres ».
Remonter si loin dans l'histoire n'est pas sans risque d'anachronisme ou d'idéologie. C'est donner une définition extrêmement vague de l'anarchisme sans tenir compte des conditions historiques et sociales de l'époque des faits. Il faudra attendre la Révolution française pour découvrir des aspirations ouvertement libertaires chez des auteurs comme Jean-François Varlet, Jacques Roux, Sylvain Maréchal ou William Godwin.

## Les Enragés dans la Révolution française

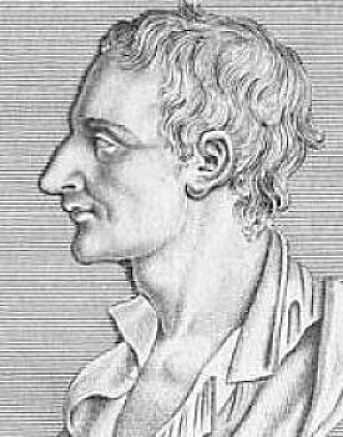
Sylvain Maréchal.

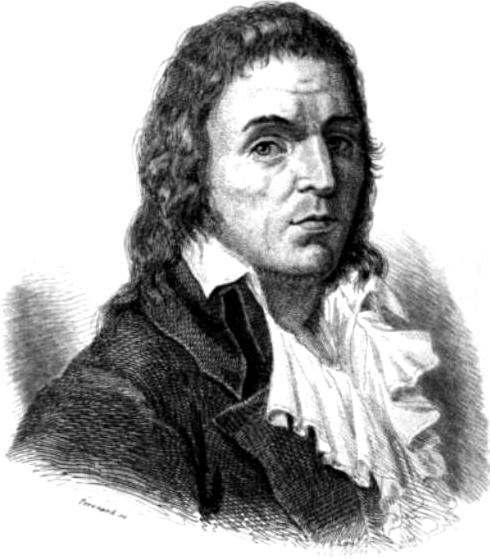
Gracchus Babeuf.

Plusieurs idées et tendances libertaires émergent dans les utopies françaises et anglaises de la Renaissance et du siècle des Lumières. En France, en Allemagne, en Angleterre ou aux États-Unis, les idées anarchistes se diffusent par la défense de la liberté individuelle, les attaques contre l'État et la religion, les critiques du libéralisme et du socialisme. Certains penseurs libertaires américains comme Henry David Thoreau, Ralph Waldo Emerson et Walt Whitman, préfigurent l’anarchisme contemporain de la contre-culture, de l'écologie, ou de la désobéissance civile.
Pendant la Révolution française, le mouvement des Enragés s'oppose au principe jacobin du pouvoir de l'État et propose une forme de communisme. L'un de ses porte-paroles, Jacques Roux, surnommé « le curé rouge », critique la notion de propriété, multiplie les attaques contre les riches, justifie les pillages de boutiques, les qualifiant de restitutions.
En 1793, il écrit dans son Adresse à la Convention nationale, également connue sous le nom de Manifeste des Enragés : « La liberté n'est qu'un vain fantôme, quand une classe d'hommes peut affamer l'autre impunément. L'égalité n'est qu'un fantôme, quand le riche, par le monopole, exerce le droit de vie et de mort de son semblable. La république n'est qu'un vain fantôme, quand la contre-révolution s'opère de jour en jour par le prix des denrées auquel les trois quarts des citoyens ne peuvent atteindre sans verser des larmes » et il poursuit : « Le despotisme qui se propage sous le gouvernement de plusieurs, le despotisme sénatorial est aussi terrible que le sceptre des rois, puisqu'il tend à enchaîner le peuple, sans qu'il s'en doute, puisqu'il se trouve avili et subjugué par les lois qu'il est censé dicter lui-même ».
En 1794, Jean-François Varlet, théoricien du mandat impératif, écrit dans la brochure L'explosion : « […] périsse le gouvernement révolutionnaire plutôt qu’un principe ! Et j’avance ferme, frappant à bras raccourci sur les dominateurs. Quelle monstruosité sociale, quel chef-d’œuvre de machiavélisme, que ce gouvernement révolutionnaire ! Pour tout être qui raisonne, gouvernement et révolution sont incompatibles, à moins que le peuple ne veuille constituer ses fondés de pouvoirs en permanence d’insurrection contre lui-même, ce qu’il est absurde de croire ».
Une pensée reprise, en 1885, par Kropotkine dans Paroles d'un révolté, le gouvernement et la révolution sont incompatibles, le premier étant synonyme d'oppression et la seconde consistant à supprimer l'État, par conséquent, « un gouvernement ne peut pas être révolutionnaire ». Et reprise en écho, en 1951, par Albert Camus dans L'Homme révolté : « Les anarchistes, Varlet en tête, ont bien vu que gouvernement et révolution sont incompatibles au sens direct. Il implique contradiction, dit Proudhon, que le gouvernement puisse être jamais révolutionnaire et cela par la raison toute simple qu’il est gouvernement ».
Pour Henri Arvon et Jean Maitron, la première réaction « anti-étatiste » est sans doute la « Conjuration des Égaux », en 1796, animée par Gracchus Babeuf et Sylvain Maréchal, et visant à substituer à l'égalité politique, une véritable égalité réelle. « Disparaissez, lit-on dans son Manifeste, révoltantes distinctions de riches et de pauvres, de grands et de petits, de maîtres et de valets, de gouvernement et de gouvernés ».
Au cours de l'été 1841 parait L'Humanitaire, journal communiste et matérialiste qui se réclame de Sylvain Maréchal. Il est, selon Max Nettlau, « le premier organe communiste libertaire et l'unique en France pour quarante ans »,.

## William Godwin et l'élaboration du bonheur collectif

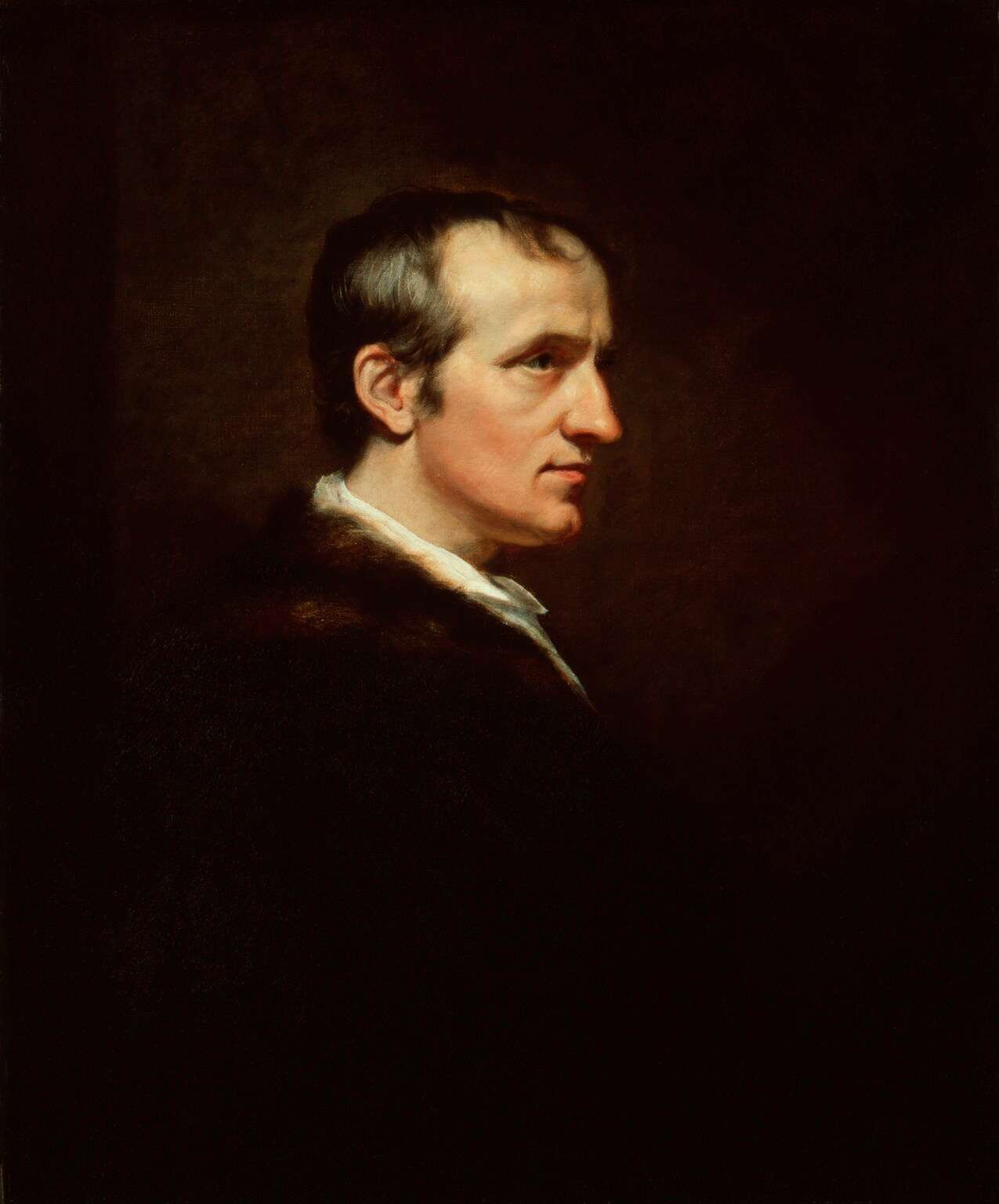
William Godwin.

En 1793, William Godwin publie Enquiry concerning Political Justice, and its Influence on General Virtue and Happiness (Enquête sur la justice politique et son influence sur la vertu et le bonheur en général). Il écrit : « Tout gouvernement, même le meilleur, est un mal […] Il n'est que l'abdication de notre propre jugement et de notre conscience ». Pour lui, la propriété contrarie le libre développement des individus, elle doit donc être remplacée par une distribution équitable des biens. Le droit doit être fondé sur « le règne absolu de la Raison ».
Bien que n'utilisant pas le terme, William Godwin est un gradualiste plutôt qu'un révolutionnaire. Non-violent, traumatisé par les excès de la Terreur durant la Révolution française à laquelle il adhère, il pense que chaque individu moral est partie prenante de l'élaboration du bonheur collectif. La réalisation de son idéal de justice universelle est un processus progressif conjuguant à la fois des réformes sociales et le perfectionnement personnel de chacun.
Pour Pierre Kropotkine dans La Science Moderne et l'Anarchie, William Godwin est « le premier théoricien du socialisme sans gouvernement, c'est-à-dire de l'anarchie »,.

## XIXesiècle

### Max Stirner et l'individualisme

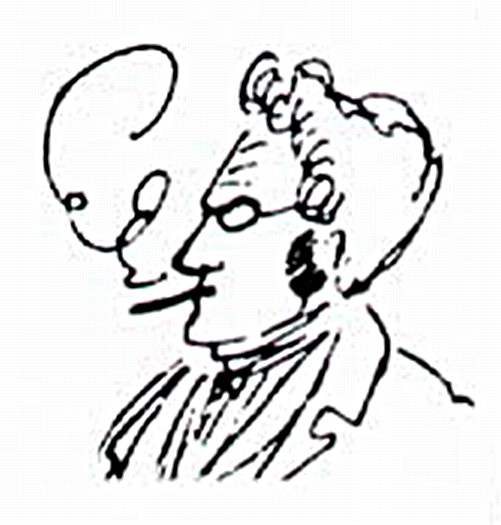
Portrait de Max Stirner (vers 1842).

En 1845, Max Stirner publie L'Unique et sa propriété (Der Einzige und sein Eigentum) qui devient la référence théorique fondatrice de l'anarchisme individualiste,.
Apologie du moi individuel comme valeur suprême, il pourfend tout ce qui peut aliéner sa soif de liberté et d'absolu : État, religion, parti et même révolution : « L'État n'a toujours qu'un but : borner, lier, subordonner l'individu, l'assujettir à la chose générale; il ne dure qu'autant que l'individu n'a pas sa plénitude et n'est que l'expression bornée de mon moi, ma limitation, mon esclavage ». Pour Stirner, l'homme est unique, c'est-à-dire rebelle à toute intégration politique et sociale.
Stirner veut rendre à l'homme sa liberté et restaurer la souveraineté et l'autonomie de l'Unique. Il prône l'égoïsme total, en faisant de tout sa propriété, en se plaçant au-dessus de tout : « Pour Moi, il n'y a rien au-dessus de Moi ». Pour lui, l'« Homme » est une généralité abstraite qui n'épuise pas l'individualité de chacun, car chacun est unique, et par là, il est « plus qu'homme ». Stirner affirme, « Je suis unique et indicible » : l'Unique est pour chacun, lui-même, en tant que l'individu vivant et unique qu'il est.
L'Unique est souverain, il ne s'aliène à aucune personne, ni à aucune idée, et considère l'ensemble du monde comme sa propriété dans le sens où il s'approprie tout ce que son pouvoir lui permet de s'approprier. À la différence des rapports d'autorité de la société, rapports forcés et placés sous le signe de la soumission à la loi, à l'État, Stirner envisage pour refonder la vie sociale, un associationnisme libre et volontaire, auquel nul n'est tenu, une association d'égoïstes où la cause n'est pas l'association mais celui qui en fait partie. Cette association n'est pas, pour l'Unique, une soumission, mais une multiplication de sa puissance.
On peut lire dans l'Encyclopédie anarchiste (1925-1934) : « L’individualisme est […] un système basé sur l’individu, qui a l’individu pour fin et l’individu pour agent. Mettez cette phrase au pluriel et raisonnons. Nous voulons le bonheur de l’humanité. Mais l’humanité n’est pas une entité réelle ; seuls, les individus qui la composent sont des entités réelles. Donc, quand je dis : je veux le bonheur de l’humanité, je dis implicitement : je veux le bonheur des individus »,. Tout au long de son histoire, le mouvement libertaire est jalonné par des individualistes, notamment en France à la Belle Époque. On peut citer : Han Ryner, Anselme Bellegarrigue, Émile Armand.

### Pierre-Joseph Proudhon et le mutuellisme

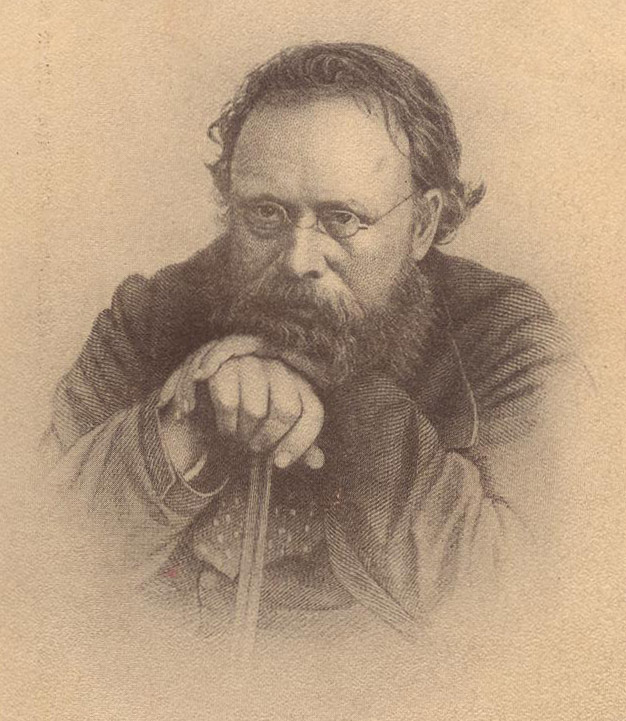
Pierre-Joseph Proudhon.

Pierre-Joseph Proudhon est le premier qui se qualifie explicitement d'« anarchiste », : « La liberté est anarchie, parce qu'elle n'admet pas le gouvernement de la volonté, mais seulement l'autorité de la loi, c'est-à-dire de la nécessité ».
En 1840, il publie Qu'est-ce que la propriété ? ou Recherche sur le principe du Droit et du Gouvernement où il défend l'idée que « La propriété, c’est le vol »,. Pour Proudhon, il ne peut y avoir de propriété sans un système étatique perfectionné. Ainsi, loin d'être une évidence naturelle de l'individu, la propriété est une relation sociale qui ne peut être justifiée dans son principe ou son origine. Il n'y a alors pas de différence de nature entre la contrainte exercée par un « propriétaire » ou un employeur et celle exercée par un « voleur », seulement une différence de forme. Pour lui, c'est l'usage d'un bien qui crée le droit de possession et non sa propriété. D'autant que les différences sociales s'amplifient naturellement au fil des générations, notamment par le processus de l'héritage.
En 1866, dans Théorie de la propriété, il affirme que « la propriété, c'est la liberté », précisant que quand il écrit « la propriété, c'est le vol », il est compris à contre-sens : il désigne en fait ceux qui tirent un revenu du travail des autres, sans travailler eux-mêmes. Pour lui, la « propriété est la seule force qui puisse servir de contre-poids à l'État ». Ainsi, « Proudhon pouvait maintenir l’idée de propriété comme vol et en même temps en offrir une nouvelle définition comme liberté. Il y a possibilité perpétuelle d’abus, d’exploitation qui produit le vol. Mais simultanément la propriété est une création spontanée de la société et une défense contre le pouvoir insatiable de l’État ».
Pour Proudhon, la seule source légitime de la propriété est le travail. Ce que chacun produit est sa propriété et celle de nul autre. Considéré comme un socialiste libertaire, Proudhon refuse la possession capitaliste des moyens de production. De même, il rejette la possession des produits du travail par la société, estimant que « la propriété du produit, quand même elle serait accordée, n'emporte pas la propriété de l'instrument […]. Le droit au produit est exclusif, jus in re ; le droit à l'instrument est commun, jus ad rem ».
Pour Proudhon, seule la propriété coopérative, gérée en autogestion par les producteurs librement associés, permet le développement des individualités. Il adopte le mot mutuellisme pour décrire sa vision d'une économie composée d'individus et de syndicats démocratiques qui échangent leurs produits sous la contrainte de l'égalité.
Proudhon conçoit la société nouvelle comme un ensemble d'associations fédératives de groupements libres : « L'atelier remplacera le gouvernement ». Il veut « fondre, immerger et faire disparaître le système politique ou gouvernemental dans le système économique, en réduisant, simplifiant, décentralisant, supprimant l'un après l'autre tous les rouages de cette grande machine qui a nom le gouvernement » (la Voix du peuple, 3 décembre 1849).

### Bakounine et le collectivisme

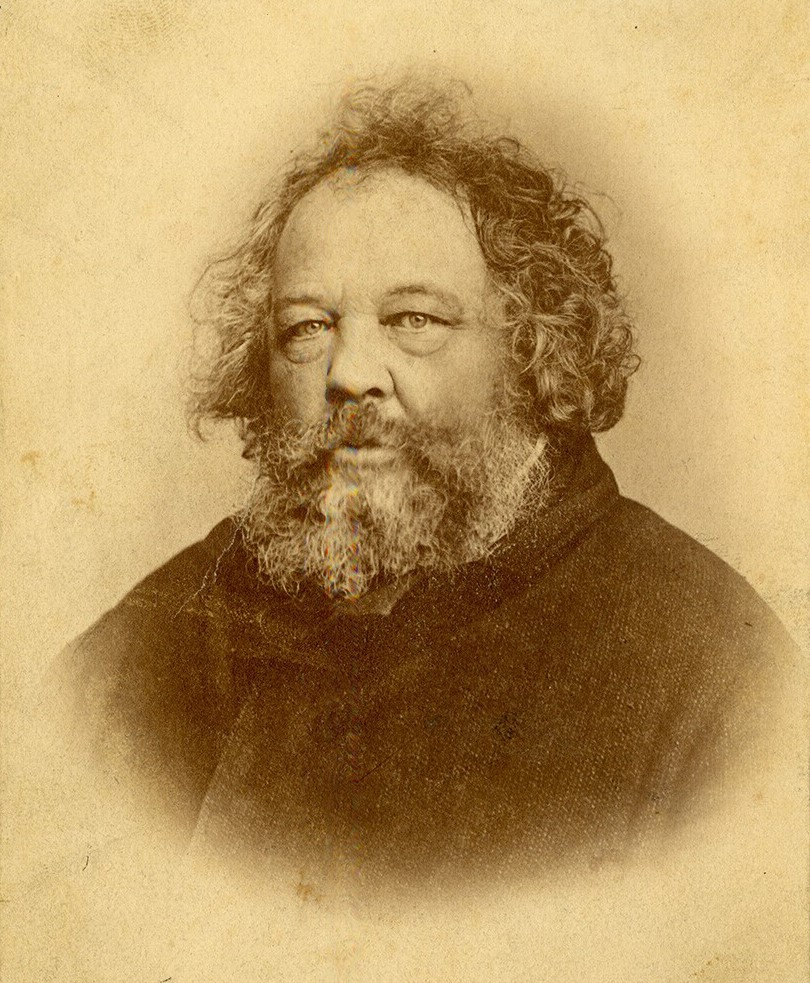
Mikhaïl Bakounine.

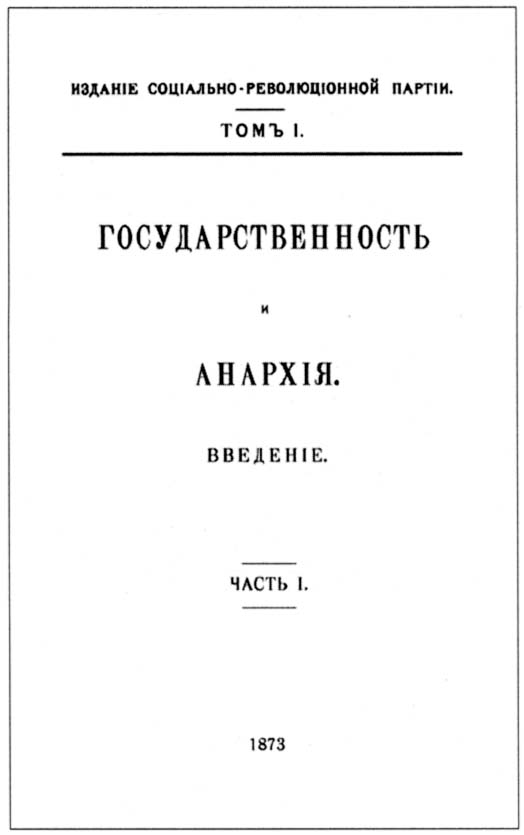
Étatisme et anarchie, 1873.

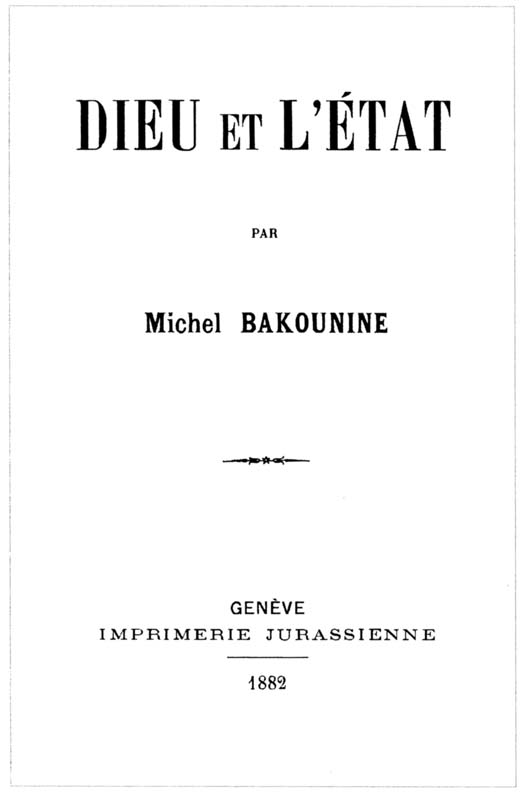
Dieu et l'État, 1882.

Mikhaïl Bakounine pose les bases du socialisme libertaire en prônant la collectivisation des moyens de production gérés par des sociétés ouvrières, un salaire en fonction du travail réalisé par chacun, l'hostilité à la religion, le remplacement de l'État et du gouvernement par l'autogestion et le fédéralisme.
En 1873, dans Étatisme et anarchie, il résume sa position : « Je déteste le communisme, parce qu'il est la négation de la liberté et que je ne puis concevoir rien d'humain sans liberté. Je ne suis point communiste parce que le communisme concentre et fait absorber toutes les puissances de la société dans l'État, parce qu'il aboutit nécessairement à la centralisation de la propriété entre les mains de l'État, tandis que moi je veux l'abolition de l'État… Je veux l'organisation de la société et de la propriété collective ou sociale de bas en haut par la voie de la libre association, et non de haut en bas, par le moyen de quelque autorité que ce soit. Voilà dans quel sens je suis collectiviste et pas du tout communiste ».

#### Une liberté partagée
L'idée centrale chez Bakounine est la liberté, le bien suprême que le révolutionnaire doit rechercher à tout prix. Pour lui, à la différence des penseurs des Lumières et de la Révolution française, la liberté n'est pas une affaire individuelle mais une question sociale. Ainsi, dans Dieu et l'État en 1882, il réfute Jean-Jacques Rousseau : le bon sauvage, qui aliène sa liberté à partir du moment où il vit en société, n'a jamais existé. Au contraire, c'est le fait social qui crée la liberté : « Je ne suis vraiment libre que lorsque tous les êtres humains qui m'entourent, hommes et femmes, sont également libres. La liberté d'autrui, loin d'être une limite ou la négation de ma liberté, en est au contraire la condition nécessaire et la confirmation. Je ne deviens libre vraiment que par la liberté d'autres, de sorte que plus nombreux sont les hommes libres qui m'entourent et plus profonde et plus large est leur liberté, et plus étendue, plus profonde et plus large devient ma liberté. » La véritable liberté n'est pas possible sans l'égalité de fait (économique, politique et sociale). La liberté et l'égalité ne peuvent se trouver qu'en dehors de l'existence d'un Dieu extérieur au monde ou d'un État extérieur au peuple. L'État, le Capital et Dieu sont les obstacles à abattre.

#### Opposition à l'État
L'hostilité de Bakounine (et bien sûr de l'ensemble des anarchistes) envers l'État est définitive. Il ne croit pas qu'il soit possible de se servir de l'État pour mener à bien la révolution et abolir les classes sociales. L'État, y compris s'il s'agit d'un État ouvrier, y compris s'il s'agit du gouvernement des savants ou des « hommes de génie couronnés de vertu », comme il l'écrit au cours de sa polémique contre Mazzini, est un système de domination qui crée en permanence ses élites et ses privilèges. Le pouvoir étatique est forcément utilisé contre le prolétariat dans la mesure où celui-ci ne peut pas administrer tout entière l'infrastructure étatique et doit déléguer cette gestion à une bureaucratie. La formation d'une « bureaucratie rouge » lui semble donc inévitable.

#### Athéisme radical
L'athéisme de Bakounine trouve lui aussi sa base dans la recherche de la liberté pour l'humanité : « Dieu est, donc l'homme est esclave. L'homme est libre, donc il n'y a point de Dieu. Je défie qui que ce soit de sortir de ce cercle, et maintenant, choisissons ». Elle repose sur une conception matérialiste du monde. Selon lui, l'Homme fait partie d'un univers gouverné par des lois naturelles. Les sociétés et les idées humaines - dont l'idée de dieu - dépendent donc des conditions matérielles d'existence de l'Homme. Selon Bakounine, il ne peut donc exister un monde métaphysique séparé du monde matériel : la religion, sa morale, son paradis et son Dieu « l'être universel, éternel, immuable, créé par la double action de l'imagination religieuse et de la faculté abstractive de l'homme » sont de pures spéculations dont l'origine se trouve dans la dépendance et la peur de phénomènes naturels inexpliqués. L'idée de dieu est une manifestation des capacités d'abstraction de l'Homme, mais elle n'en demeure pas moins une abdication de la raison et un moyen utilisé par les dominants pour exploiter les dominés.

### La Première Internationale

Logo de section espagnole de l'AIT.

Eugène Varlin. Portrait par Félix Vallotton paru dans La Revue blanche en 1897.

Première véritable forme d'organisation de l'internationalisme ouvrier, l'Association internationale des travailleurs est fondée en 1864 à Londres. La Première Internationale réunit les Trades Union Congress britanniques, des mutuellistes proudhoniens français, des militants ouvriers comme Eugène Varlin, des petits partis socialistes et des exilés, comme Karl Marx, qui rédige l'Adresse inaugurale et des statuts provisoires, enfin un mouvement de protestation internationale d'inspiration républicaine contre la répression russe en Pologne.
Son objectif principal est l'émancipation du prolétariat, c'est-à-dire sa disparition (dans le cadre d'une société sans classes) : « l'émancipation de la classe ouvrière doit être l'œuvre des travailleurs eux-mêmes […] la lutte pour l'émancipation de la classe ouvrière n'est pas une lutte pour des privilèges et des monopoles de classe, mais pour l'établissement de droits et de devoirs égaux, et pour l'abolition de toute domination de classe ».
En septembre 1866, le premier congrès de l'AIT est organisé à Genève. Soixante délégués représentent 25 sections et 11 sociétés adhérentes provenant de France, de Suisse, d'Allemagne et d'Angleterre. Dominé par l'influence des proudhoniens français, le congrès adopte la revendication de la limitation du temps de travail journalier à 8 heures maximum. L’AIT soutient les grèves ouvrières, les luttes pour la réduction du temps de travail, contre le travail des enfants.
Dès le second Congrès, à Lausanne en septembre 1867, des divergences apparaissent entre « mutuellistes » et « collectivistes ». Les premiers, inspirés par les théories de Proudhon sont moins impliqués par les grèves que par la construction d’un projet alternatif au salariat. Ils préconisent l’auto-organisation des ouvriers sous forme de coopératives ou d’association de production. Le débat est tranché en faveur des principes collectivistes anti-étatiques qui prônent la socialisation des moyens de production.
Le IIIe congrès, en septembre 1868 à Bruxelles, réunit des délégués venus de Belgique, de France, du Royaume-Uni, d’Allemagne, d’Italie, de Suisse, d’Espagne et marque la prédominance des idées syndicalistes et collectivistes. L’Association internationale des travailleurs y déclare qu’elle « n’est fille ni d’une secte, ni d’une théorie. Elle est le produit spontané du mouvement prolétaire » (texte rédigé par Karl Marx),.

#### L'opposition entre Bakounine et Marx
En 1868, Bakounine adhère à la section suisse de l’AIT, et en 1869 l’AIT intègre les membres de son Alliance démocratique sociale. Le 22 décembre 1868, Bakounine écrit à Marx : « je suis ton disciple, et je suis fier de l’être ». Pourtant, l’AIT, qui regroupe alors les différentes tendances du socialisme, va progressivement se trouver divisée entre « marxistes » et « anarchistes » de tendance bakouniniste, entre les socialistes étatiques partisans d’une organisation par le haut, l’État collectivise et organise la production, et les partisans du collectivisme par le bas, les forces productives passent directement aux mains des travailleurs, avec l’idée que l’État est forcément l’outil de la domination, voire la domination elle-même, un instrument d’asservissement et de despotisme.
Lors du IVe congrès, en septembre 1869 à Bâle, on peut apprécier le poids respectif de chacune des sensibilités. À partir de votes sur des motions ou amendements présentés par ces divers « courants », on peut établir le « rapport de force » comme suit[réf. nécessaire] : 63 % des délégués se regroupent sur des textes collectivistes dits « anti-autoritaires » (« bakouninistes »), 31 % sur des positions collectivistes dites « marxistes » et 6 % maintiennent leurs convictions mutuellistes (proudhoniens). Les deux premières sensibilités se retrouvent sur une proposition ayant trait à la socialisation du sol. Enfin, et à l'unanimité, le congrès décide d'organiser les travailleurs dans des sociétés de résistance, des syndicats.
La guerre de 1870 et la Commune n'allaient que retarder le dénouement de cette opposition. En effet, les événements empêchent la tenue du Ve congrès qui devait s'ouvrir à Paris en septembre 1870. En France, les militants de l’Internationale participent activement à la Commune, et nombre d’entre eux sont exécutés ou condamnés à l’exil.

#### La scission

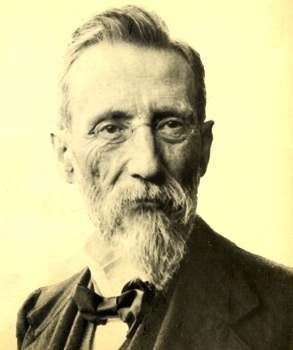
James Guillaume.

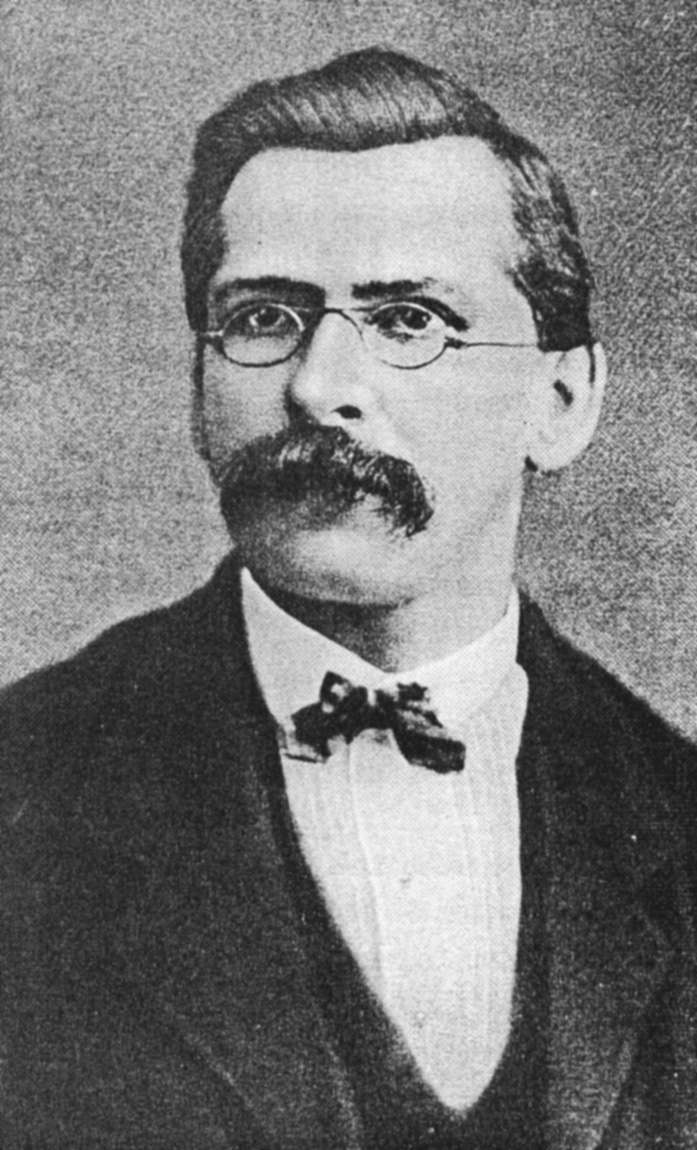
Adhémar Schwitzguébel.

En avril 1870, lors du congrès régional de la fédération romande, les délégués se divisent sur l'attitude à adopter à l'égard des gouvernements et des partis politiques. Pour les bakouninistes, « toute participation de la classe ouvrière à la politique bourgeoise gouvernementale ne peut avoir d'autre résultat que la consolidation de l'ordre des choses existant, ce qui paralyserait l'action révolutionnaire socialiste du prolétariat. Le congrès romand commande à toutes les sections de l'A.I.T. de renoncer à toute action ayant pour but d'opérer la transformation sociale au moyen des réformes politiques nationales, et de porter toute leur activité sur la constitution fédérative de corps de métiers, seul moyen d'assurer le succès de la révolution sociale. Cette fédération est la véritable représentation du travail, qui doit avoir lieu absolument en dehors des gouvernements politiques ».
Le Conseil Général de Londres tente d'éviter l'affrontement. Mais, rapidement, ce conflit va déborder les frontières suisses. Les « bakouninistes », désormais appelés « jurassiens », vont rencontrer d'actives sympathies en France, en Espagne et en Belgique. Des tentatives de conciliation au sein des sections romandes, puis à la conférence de Londres en 1871, vont échouer. Le Conseil Général de Londres enjoint alors aux jurassiens de se fondre dans la fédération agréée de Genève. Au nom du principe statutaire d’autonomie, les jurassiens refusent qu’il y ait une seule section suisse de l’Internationale.
Dès le 6 septembre 1871, les jurassiens se mettent en marge de l'AIT en adoptant de nouveaux statuts, et en contestant le conseil général qu’ils qualifient de « hiérarchique et autoritaire ».
Dans Les Prétendues scissions dans l'Internationale, rédigé entre autres par Karl Marx en 1872, le conseil général dénonce les méthodes des « jurassiens », membres de l’Alliance démocratique sociale : « Tous les socialistes entendent par anarchie ceci : le but du mouvement prolétaire, l’abolition des classes, une fois atteint, le pouvoir de l’État qui sert à maintenir la grande majorité productrice sous le joug d’une minorité exploitante peu nombreuse, disparaît et les fonctions gouvernementales se transforment en de simples fonctions administratives. L’Alliance prend la chose au rebours. Elle proclame l’Anarchie dans les rangs prolétaires comme le moyen le plus infaillible de briser la puissante concentration des forces sociales et politiques entre les mains des exploiteurs. Sous ce prétexte, elle demande à l’Internationale, au moment où le vieux monde cherche à l’écraser, de remplacer son organisation par l’Anarchie ».
La scission a lieu en septembre 1872 à La Haye, lors du VIIIe congrès. Les jurassiens mandatent impérativement James Guillaume et Adhémar Schwitzguébel pour présenter leur motion « anti-autoritaire » et se retirer en cas de vote négatif. Le congrès réunit 65 délégués d'une dizaine de pays. Du fait du maintien de leur structure internationale autonome, l’Alliance démocratique sociale, Bakounine et Guillaume sont exclus. Le conseil général est transféré à New York. Des militants et des fédérations se solidarisent avec les exclus et quittent alors l'AIT.
Après l’affaiblissement dû à la répression qui suit l’échec de La Commune, cette scission sera fatale à la Première Internationale, qui va s'éteindre progressivement.

### La Commune de Paris

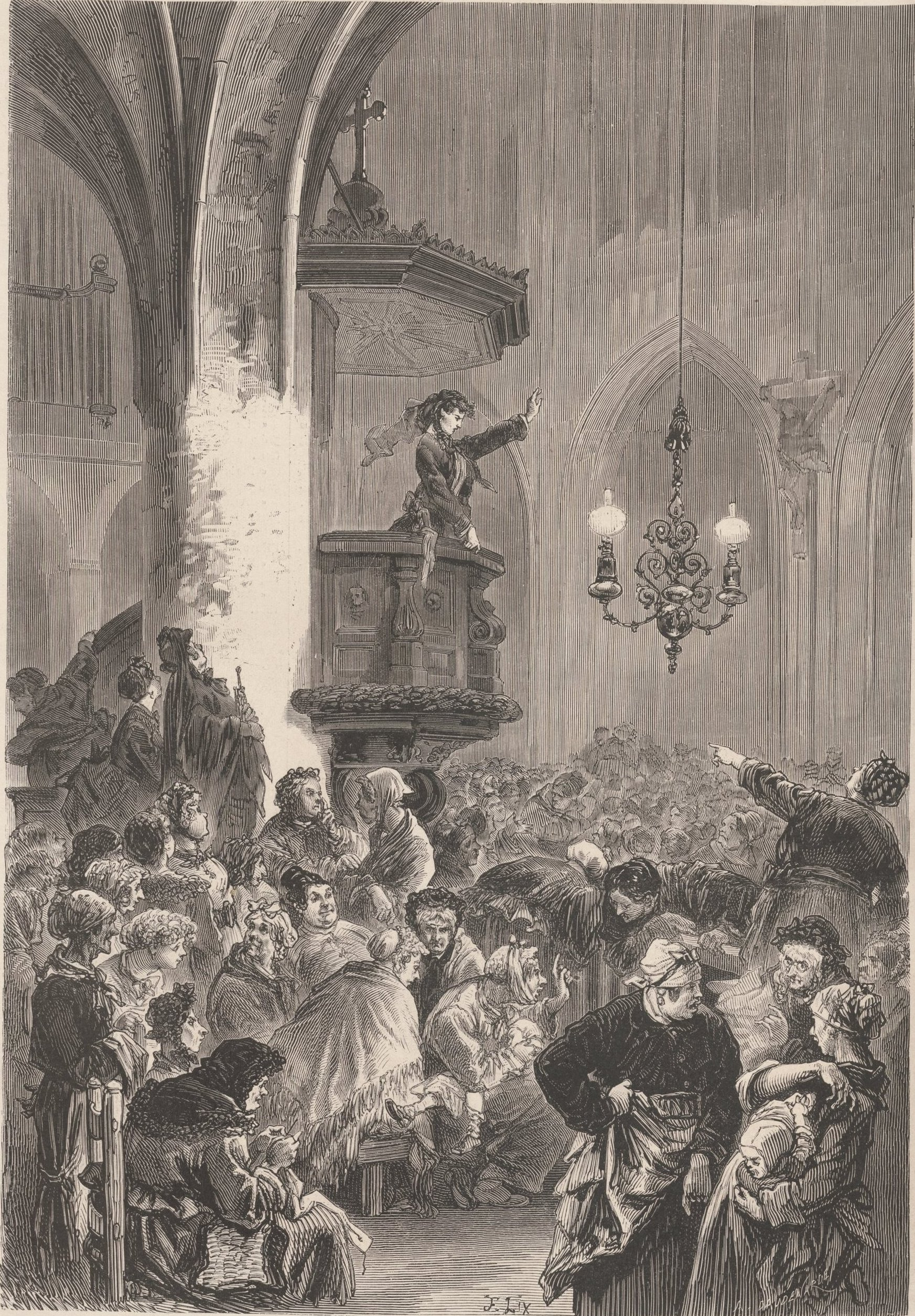
Une séance du Club des femmes dans l'église Saint-Germain-l'Auxerois, gravure de Frédéric Lix pour Le Monde illustré.

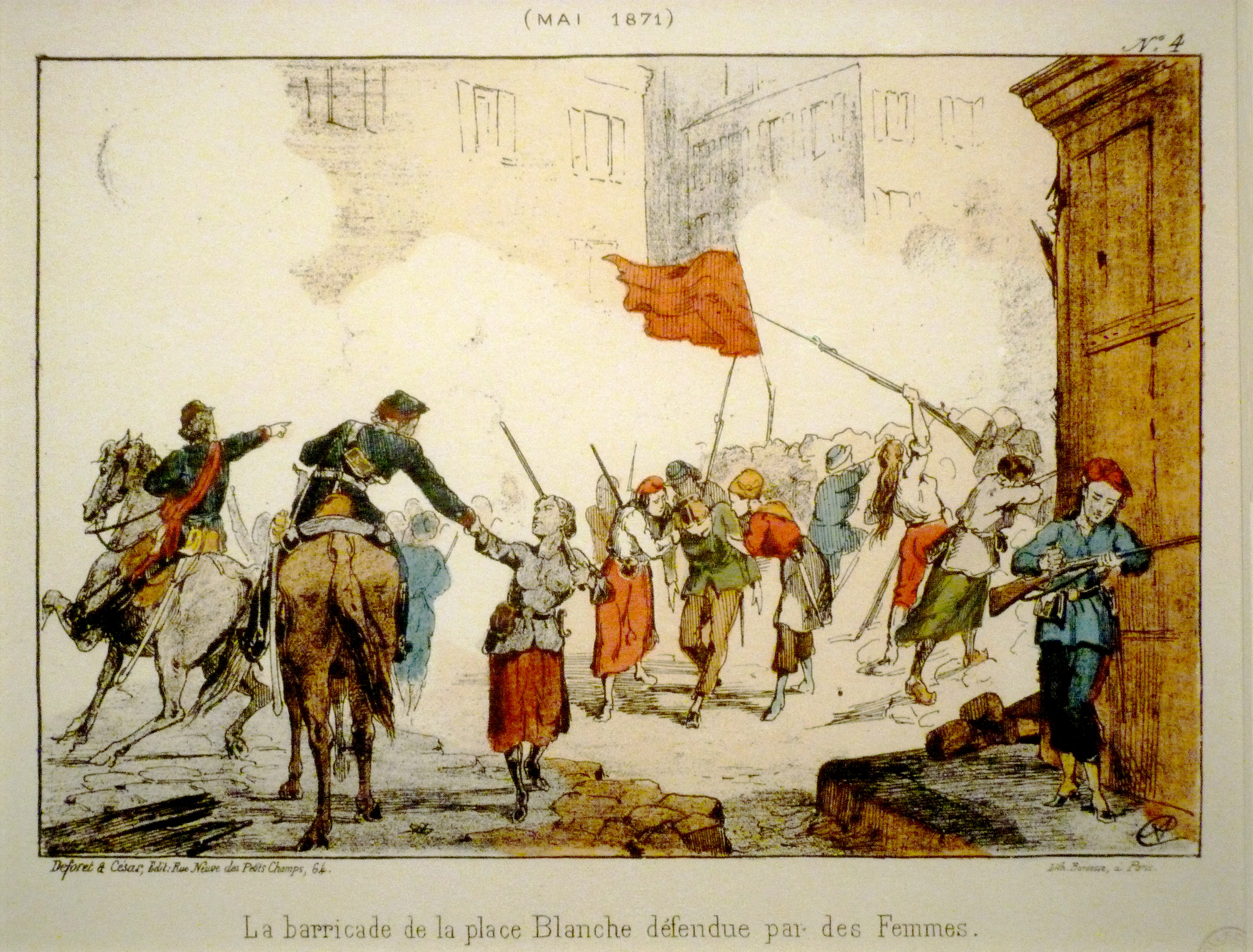
La barricade de la place Blanche défendue par des femmes, lithographie d'Hector Moloch.

La Commune de Paris est une révolte patriotique et révolutionnaire contre le Second Empire à la suite de la défaite de la guerre franco-prussienne de 1870 et à la capitulation de Paris. Elle dure un peu plus de deux mois, du 18 mars 1871 à la « Semaine sanglante » du 21 au 28 mai 1871.
Insurrection populaire spontanée, la Commune rassemble toutes les tendances politiques socialistes et républicaines : des jacobins, des radicaux partisans de l'autonomie municipale et d'une république démocratique et sociale, des blanquistes, mais aussi des internationalistes, des proudhoniens comme Gustave Courbet, Charles Longuet, Auguste-Jean-Marie Vermorel[réf. incomplète] et des anarchistes dont, entre autres, Louise Michel, Nathalie Lemel, Élie et Élisée Reclus, Eugène Varlin, Gustave Lefrançais, Jean-Louis Pindy, Charles Ledroit, Jules Montels, François-Charles Ostyn, Jean-Louis Pindy,,.
S'il est évident que les causes de la Commune sont multiples, c'est dans un esprit d'autonomie et de fédéralisme, que le Gouvernement de Paris se proclame Commune libre et appelle à l'abolition de l'État et son remplacement par une Fédération libre des communes « anarchiques ». Cette idée de libre fédération de communes administrées par des délégués élus sur la base du mandat impératif et révocables à tout moment fait écho aux propositions de Proudhon lors de la révolution de 1848 et à l'action de Bakounine, quelques mois auparavant lors de la Commune de Lyon.
C'est surtout par ses réalisations que la Commune met en pratique des idées libertaires : suppression de l'armée permanente et de la conscription ; élection des fonctionnaires au suffrage universel sur base du mandat impératif (les élus sont révocables à tout moment par leurs électeurs et reçoivent exactement le même salaire que les travailleurs) ; gestion des ateliers nationaux par les associations ouvrières sous forme de coopératives : union libre, égalité absolue des droits entre hommes et femmes et amorce d'égalité des salaires ; proclamation de la laïcité de l'enseignement, les signes religieux sont enlevés des salles de classe ; etc..
À la Commune de Paris se joignent les Communes de Saint-Étienne, de Limoges, de Narbonne, de Marseille, de Toulouse. Vite écrasées par la répression, ces Communes libres n'esquissent qu'en un bref moment la théorie du dépérissement de l'État. Vite rétabli dans toute sa sévérité et animé d'un esprit de vengeance, l'État fait à Paris vingt mille victimes et décapite l'ensemble du mouvement ouvrier.
Pour Normand Baillargeon : « Bakounine voit dans cette révolte spontanée qui établit une commune libre cherchant à promouvoir le fédéralisme et prônant des rapports contractuels « la première manifestation éclatante et pratique » de l'anarchisme. […] pour les anarchistes, l'échec de la Commune contient de riches et précieux enseignements. La Commune, maintiennent-ils n'a pas été assez loin dans la décentralisation ; elle n'a pas mené à terme le processus de destruction de l'État en son sein ; elle n'a pas poussé jusqu'à l'autogestion les reformes entreprises sur le plan économique ; elle n'a pas achevé son mouvement vers une authentique et complète démocratie participative ; enfin, elle n'a pas complété ses révolutions politiques et économiques par une révolution sociale. Kropotkine écrira en ce sens que les communards ont essayé de consolider la Commune d'abord, en remettant à plus tard la révolution sociale, "tandis que l'unique moyen de procéder était de consolider la Commune par la révolution sociale" ».

#### Louise Michel

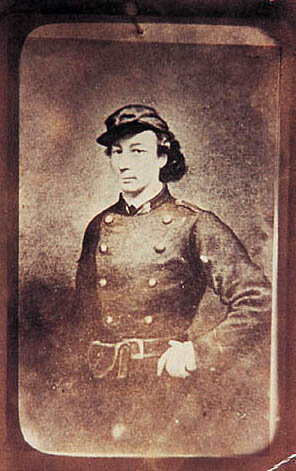
Louise Michel en costume de fédéré.

Figure emblématique de la Commune de Paris et institutrice, Louise Michel, alors blanquiste, fait feu en uniforme de la Garde nationale, sur l'Hôtel-de-Ville le 22 janvier 1871. Propagandiste, garde au 61e bataillon de Montmartre, ambulancière et combattante, elle anime aussi le Club de la Révolution tout en se montrant très préoccupée de questions d'éducation et de pédagogie.
Arrêtée après la Semaine sanglante, elle assiste aux exécutions et voit mourir ses camarades, parmi lesquels son ami Théophile Ferré. Elle réclame la mort au tribunal : « Il faut me retrancher de la société ; on vous dit de le faire, eh bien ! on a raison. Puisqu'il semble que tout cœur qui bat pour la liberté n'a droit qu'à un peu de plomb, j'en réclame une part. Si vous me laissez vivre, je ne cesserai de crier vengeance. […] Si vous n'êtes pas des lâches, tuez moi ». C’est à cette époque que Victor Hugo lui dédie son poème Viro Major. Fin 1871, elle est condamnée à la déportation. Arrivée en Nouvelle-Calédonie en 1873, elle s'emploie à l'instruction des Canaques et les soutient dans leur révolte contre les colons. Louise Michel date de cette époque son adhésion à l'anarchie.
Amnistiée en 1880, son retour à Paris est triomphal. « Celle que les gazettes capitalistes nommaient la Vierge rouge, la Bonne Louise » d'après Laurent Tailhade, figure légendaire du mouvement ouvrier, porte-drapeau de l'anarchisme, déplace les foules. Militante infatigable, ses conférences en France, en Angleterre, en Belgique et en Hollande se comptent par milliers. En 1881, elle participe au Congrès international anarchiste de Londres. En 1883, à la suite de la manifestation contre le chômage de Paris, elle est condamnée à six ans de prison pour pillage, mais graciée. De 1890 à 1895, Louise Michel est à Londres, où elle gère une école libertaire. Rentrée en France, elle reprend ses tournées de propagande. Elle meurt au cours de l'une d'elles à Marseille. Ses funérailles donnent lieu à une énorme manifestation, et tous les ans jusqu'en 1916 un cortège se rendra sur la tombe.
De son engagement, on retient cette citation : « Si un pouvoir quelconque pouvait faire quelque chose, c'était bien la Commune composée d'hommes d'intelligence, de courage, d'une incroyable honnêteté et qui avaient donné d'incontestables preuves de dévouement et d'énergie. Le pouvoir les annihila, ne leur laissant plus d'implacable volonté que pour le sacrifice. C'est que le pouvoir est maudit, et c'est pour cela que je suis anarchiste ».

### Les attentats anarchistes

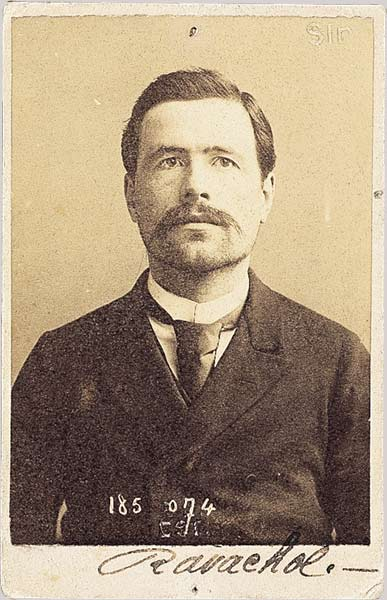
Ravachol.

#### En France
En France, c'est à partir de 1881 que l'action directe est mise en avant et favorisée au sein du mouvement anarchiste. La presse anarchiste incite régulièrement à passer à l'action directe contre le système et ses représentants. En mai 1885, un rédacteur du Droit social appelle ainsi « à mettre le feu partout, aux habitations, au fourrage […] faire flamber ou sauter les églises, empoisonner des légumes, des fruits pour en faire cadeau aux curés [… aux] propriétaires […] Que le paysan tue le garde-champêtre […] On peut faire subir le même sort aux maires et aux conseillers municipaux ». Mis à part quelques faits isolés, comme les attentats de la Bande noire entre 1882 et 1885, c'est en 1892 que commence la véritable période des attentats qui visent à déstabiliser le pouvoir en attaquant directement ses détenteurs. C'est une série d'attentats à la bombe perpétrés par Ravachol à partir du 11 mars 1892 qui déclenche la vague de terrorisme anarchiste,. Le 9 décembre 1893, Auguste Vaillant lance une bombe de la tribune à la chambre des députés,, puis le 24 juin 1894 le président de la République Marie François Sadi Carnot est assassiné à Lyon par un jeune anarchiste italien Sante Geronimo Caserio.
Le Peintre Camille Pissarro
Le peintre Camille Pissarro se lie avec Paul Signac, Georges Seurat, Maximilien Luce dans les années 1880 et découvre les idées anarchistes comme bon nombre de néo-impressionnistes. Il fait la connaissance d'Émile Pouget, de Louise Michel et de Jean Grave, à qui il apporte un soutien financier, aidant également les familles d'anarchistes emprisonnés ou en exil.

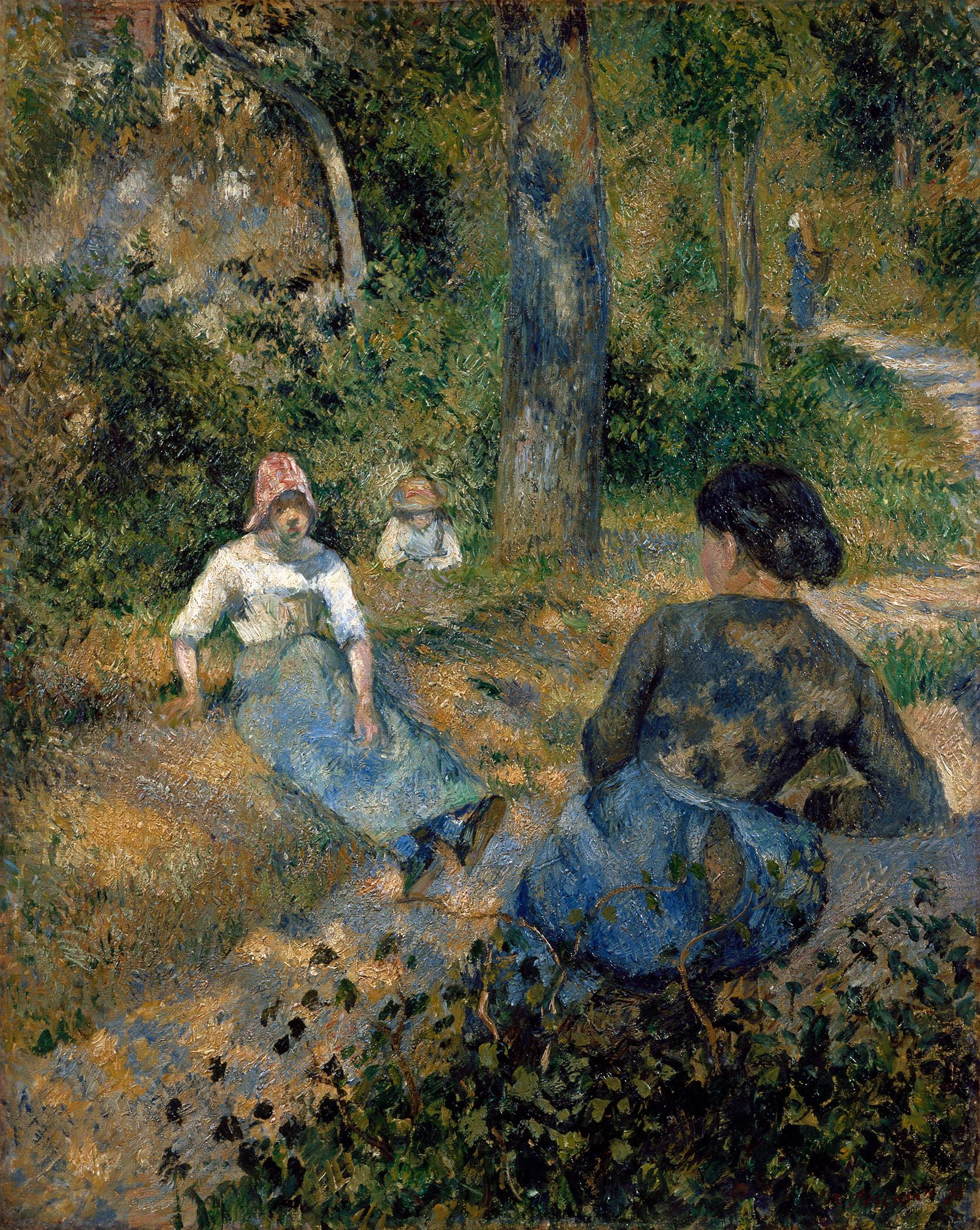
Paysanne au repos, 1881
Musée d'Art de Toledo

Dans sa peinture, admirateur des théories de Pierre Kropotkine sur l'agriculture moderne, il semble s'opposer à la notion réaliste selon laquelle le travail rural était incessant et avilissant, introduisant plutôt ses paysans dans un monde où le travail est confiné à certaines périodes de la journée et équilibré par d'abondants temps libre. 
En 1889, quand il compose sa série sur les Turpitudes sociales, le souvenir de la répression de la Commune de Paris n'est pas éteint. On discute Proudhon et Bakounine, la notion de « République sociale » agite ardemment les esprits.
Lorsque Sadi Carnot, est assassiné, ses sympathies anarchistes font que son nom figure parmi les centaines de suspects. Il part le lendemain pour la Belgique avec sa famille, tout comme Élisée Reclus qu'il rencontre alors. Il y passe les quatre mois suivants avec Théo van Rysselberghe. 
De retour en France, il contribue au journal Les Temps nouveaux et s'engage contre l'antisémitisme lors de l'affaire Dreyfus.
Pissarro est plus un anarchiste d'idée que d'action. Même s'il participe, en 1899, au Club de l'art social aux côtés d'Auguste Rodin, il est un partisan de l'art pour l'art : « Y a-t-il un art anarchiste ? Oui ? Décidément, ils ne comprennent pas. Tous les arts sont anarchistes - quand c’est beau et bien ! Voilà ce que j’en pense » écrit-il dans Les Temps nouveaux en décembre 1895. Il veut faire partager à ses semblables les émotions les plus vives. Une belle œuvre d'art est un défi au goût bourgeois. Pissarro est un optimiste qui voit un avenir anarchiste proche où les gens, débarrassés des idées religieuses et capitalistes, pourront apprécier son art.
La Répression
Les 11 et 15 décembre 1893 et le 28 juillet 1894 sont votées dans l'urgence, une série de lois réprimant le mouvement anarchiste et lui interdisant tout type de propagande. Les anarchistes s'emparent alors du mot libertaire - néologisme créé en 1857 par Joseph Déjacque - pour s'identifier et poursuivre leurs activités éditoriales. Ces lois « anti-anarchistes » ne seront abrogées qu’en 1992. Dressant l'opinion contre le mouvement anarchiste, la vague d'attentats a eu finalement pour conséquence le renforcement de l'ordre établi.

### Pierre Kropotkine et le communisme libertaire

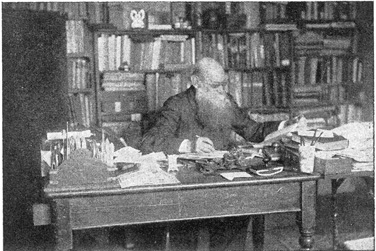
Kropotkine à sa table de travail vers 1890.

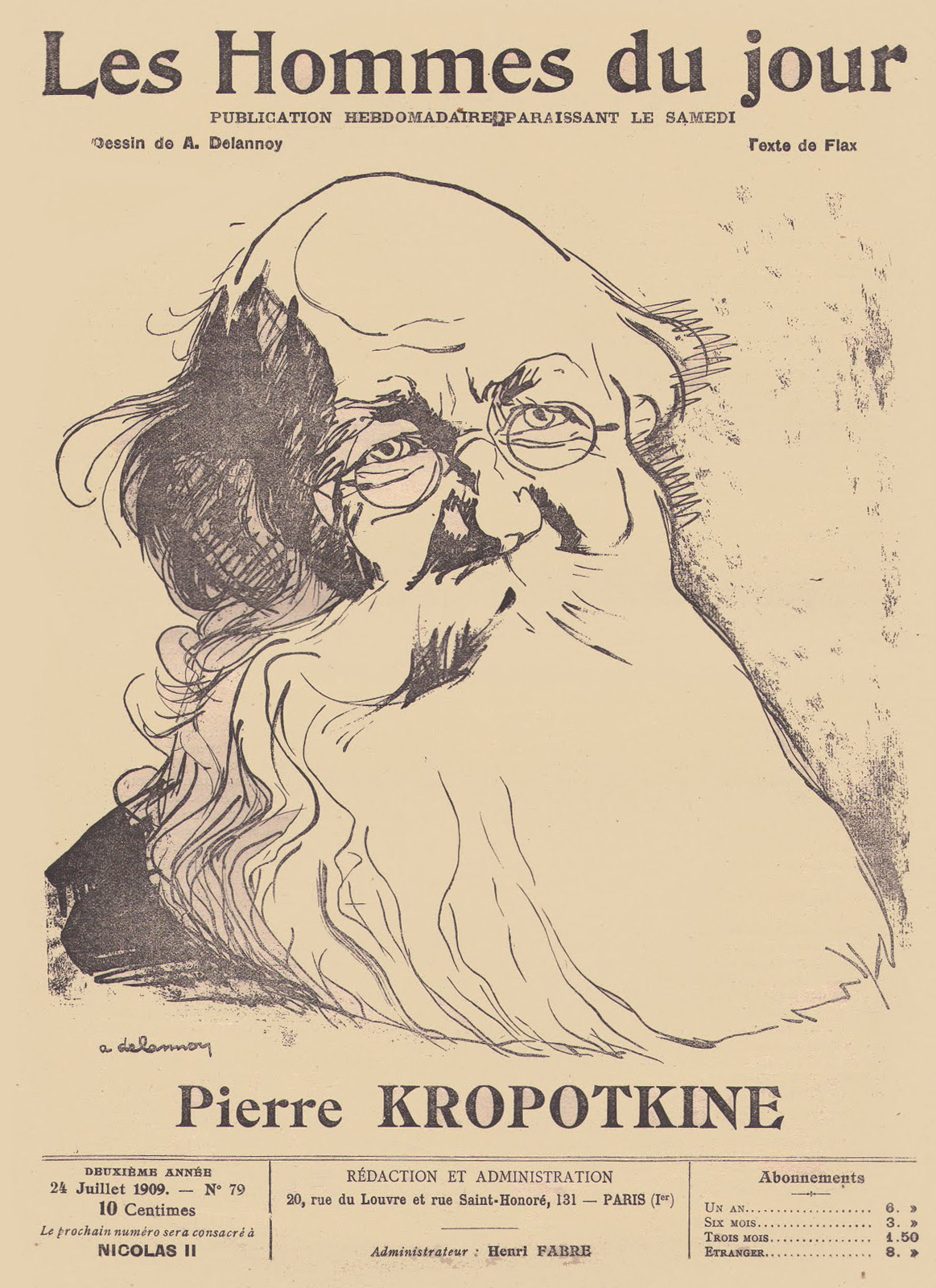
Portrait réalisé par Aristide Delannoy pour l'hebdomadaire Les Hommes du jour publié par Victor Méric, 24 juillet 1909.

Pierre Kropotkine est le théoricien du communisme libertaire. Le thème central de ses travaux concerne l'abolition de toute forme d'État et de gouvernement remplacé par la libre fédération des groupes de producteurs et de consommateurs organisée sur les principes d'entraide, de libre-entente et de coopération.
En 1902, dans L'Entraide, un facteur de l'évolution, Kropotkine affirme que l’entraide, la coopération et l’aide réciproque sont des pratiques communes et essentielles dans la « nature humaine ». Si l’on renonce à la solidarité par cupidité, alors on tombe dans la hiérarchisation sociale et le despotisme. Pour lui, seules une morale et une éthique basée sur la liberté, la solidarité et la justice est à même de dépasser les instincts destructeurs qui eux aussi font partie de la nature humaine. Dans ce but, la science se doit de suivre des fondements éthiques, et non pas des principes surnaturels ou économiques. La recherche des structures sociales est la clé de la connaissance des besoins humains, base du développement de la société libre. Sa pensée de la coopération sociale est fondée sur une interprétation naturaliste, symétrique inversé du darwinisme social.
À l'« individualisme bourgeois », il oppose le concept d'« individuation », et contrairement à l'anarchisme individualiste, Kropotkine structure la collectivisation de l'économie autour de la création de petites communes autosuffisantes. Il trace les contours de ce que pourrait être l'organisation de la production et la consommation dans une société libertaire à travers l'expropriation puis la collectivisation des moyens de production et des biens obtenus. Contrairement au capitalisme, il écarte le principe de bénéfice individuel maximum, au profit d’un autre plus juste et plus égalitaire : « De chacun selon ses moyens, à chacun selon ses besoins » formulé par Louis Blanc en 1851.
En 1892, dans La Conquête du pain, il s'oppose au mutuellisme et au coopérativisme ouvrier, en proposant l'abolition du salariat et de l'argent remplacés par la prise au tas,. Il propose de planifier la production en fonction de la demande. Il organise la consommation, par la formule « prise au tas pour ce qui se trouve en abondance et rationnement pour ce qui est rare ». Chaque commune indépendante doit avoir pour objectif prioritaire l'autosuffisance et l'abondance de façon à rendre la vie agréable et à satisfaire les besoins, des plus élémentaires aux plus raffinés.
Il critique également la relativité de la notion de « justice » ainsi que le système carcéral et les prisons dans lesquelles il a passé plusieurs années en France et en Russie, affirmant en 1887 : « On ne peut pas améliorer les prisons » : « lieu privilégié de l'éducation au crime […] les réformes véritables sont impossibles [car] le système est mauvais des fondations jusqu'au toit ».
Enfin, en 1914, dans L'Esprit de Révolte, Kropotkine s'interroge sur le moyen de faire passer un peuple d'une situation d'indignation générale à celle d'une insurrection, sur les moyens de déclencher ce qu'il appelle une « révolution sociale ». En effet, même si le recul historique donne le sentiment d'un soulèvement déterminé à partir de causes évidentes (pauvreté, rejet du système politique…), l'élan général est déclenché par un acte minoritaire et incertain. Il nomme leurs auteurs les « Sentinelles perdues » : « Au milieu des plaintes, des causeries, des discussions théoriques, un acte de révolte, individuel ou collectif, se produit, résumant les aspirations dominantes ».

#### En France
Dans son ouvrage de référence, Jean Maitron parle de communisme libertaire ou de communisme anarchiste et le Dictionnaire biographique du mouvement ouvrier français propose quelques biographies : Christiaan Cornelissen, Daniel Guérin, Georges Fontenis, René Furth, Serge Ninn, Léandre Valéro, Roger Caron, Christian Lagant, Pierre Morain.

## XXesiècle

### L'émergence du féminisme

#### Aux États-Unis

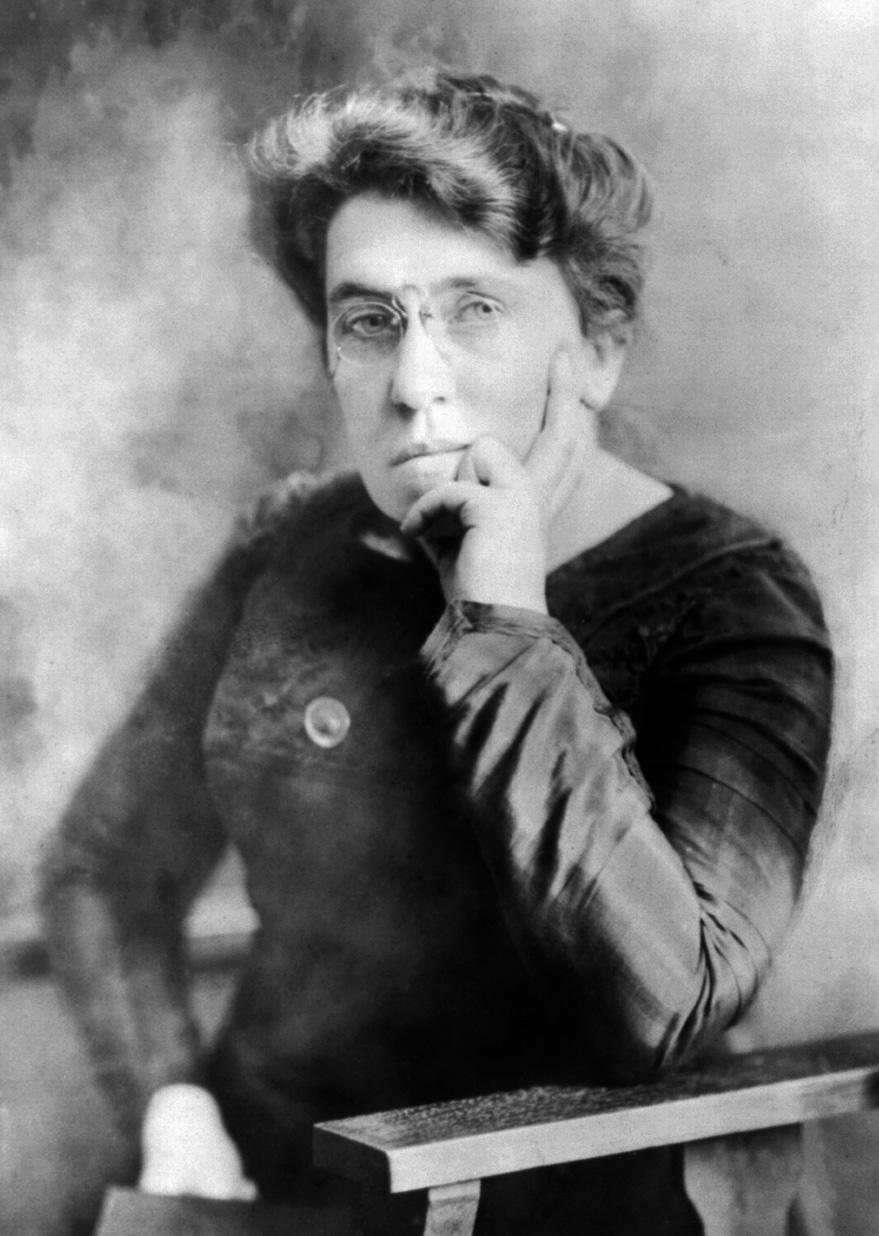
Emma Goldman vers 1911.

Dès sa jeunesse, Emma Goldman milite activement en faveur de la contraception (« étape de la lutte sociale » à ses yeux), de l’amour libre, du droit à la libre maternité, de l’homosexualité ou de l’égalité économique hommes-femmes. Elle ne se définit pas explicitement comme « féministe » mais pense que seule l'anarchie peut apporter aux femmes la liberté et l’égalité.
Même si elle est hostile aux objectifs des suffragettes pour le droit de vote des femmes, Emma Goldman se bat avec passion pour les droits des femmes et pour l'égalité. Elle est considérée aujourd'hui comme une des fondatrices du féminisme libertaire (même si ce courant n'est apparu que bien après sa mort) qui remet en cause le patriarcat analysé comme une hiérarchie parallèle à celle de l'État et du système capitaliste. Elle refuse cependant l'étiquette de féministe car elle estime que le féminisme conduit à une impasse parce que ses militantes négligent ou refusent la lutte des classes ce qui les incitent à développer un lobby interclassiste pour influer sur le gouvernement plutôt qu'un mouvement révolutionnaire pour le renverser.
Infirmière de formation, elle est l'une des premières à défendre l'éducation des femmes en matière de contraception. Elle analyse l'avortement comme une conséquence tragique de la situation sociale et le contrôle des naissances comme une alternative positive : « Les défenseurs de l’autorité craignent l’avènement d’une maternité libre, de peur qu’elle ne leur vole leurs proies. Qui ferait les guerres ? Qui produirait la richesse ? Qui ferait le policier, le geôlier, si la femme se mettait à refuser de faire des enfants au hasard ? La race ! La race ! crie le roi, le président, le capitaliste, le prêtre. La race doit être préservée au prix de la dégradation de la femme réduite à l’état de simple machine, et l’institution du mariage est notre seule soupape de sécurité contre le pernicieux éveil sexuel de la femme ».

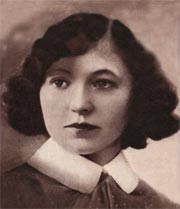
Rirette Maîtrejean.

#### En France
Pour la sociologue Anne Steiner, « Dans les premières années du vingtième siècle, des femmes luttent pour le droit à une sexualité libre, diffusent des conseils et des méthodes pour la limitation volontaire des naissances, réfléchissent à de nouvelles méthodes d’éducation, refusent le mariage et la monogamie, expérimentent la vie en communauté. Militantes anarchistes individualistes, elles ne croient pas que la révolution ou la grève insurrectionnelle puisse être victorieuse dans un avenir proche et refusent la position de génération sacrifiée. Pour elles, l’émancipation individuelle est un préalable à l’émancipation collective et la lutte contre les préjugés est une urgence. C’est pourquoi, elles questionnent toutes les normes, toutes les coutumes, toutes les habitudes, soucieuses de n’obéir qu’à la seule raison ». Elle cite en exemples : Rirette Maîtrejean, Anna Mahé, Émilie Lamotte et Jeanne Morand.

### Le syndicalisme révolutionnaire

#### Aux États-Unis: le massacre de Haymarket Square

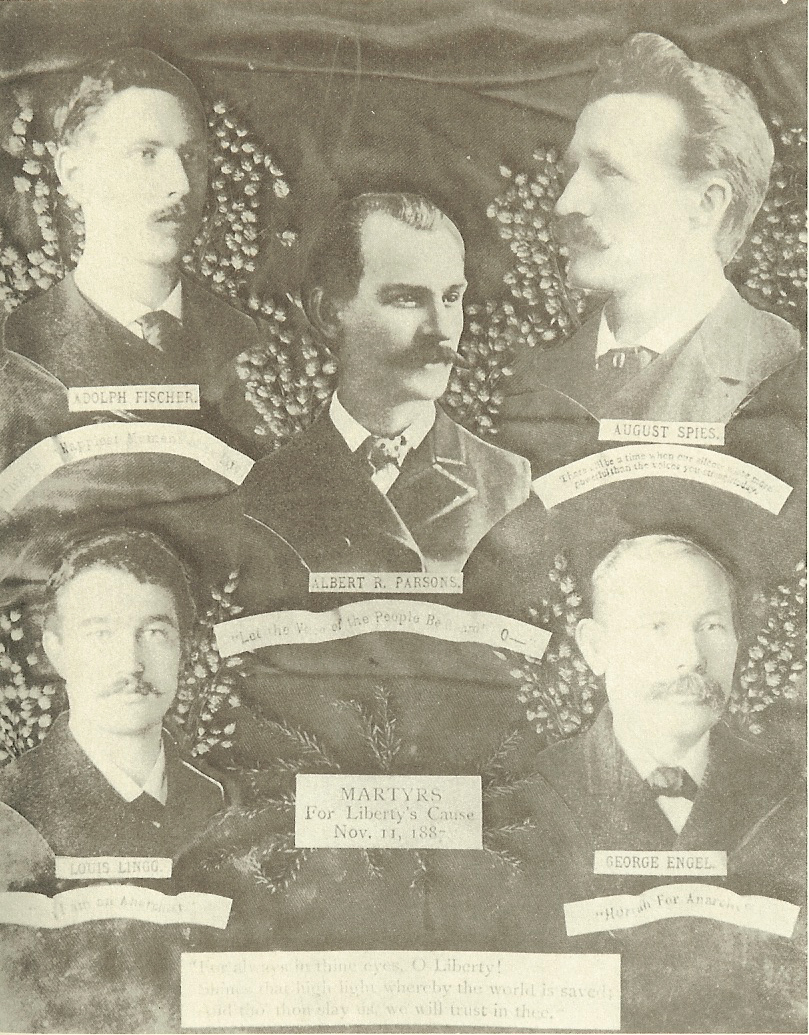
« The Haymarket Martyrs ».

Au cours de leur congrès de 1884, les syndicats américains se donnent deux ans pour imposer aux patrons une limitation de la journée de travail à huit heures. Ils choisissent de lancer leur action le 1er mai. La grève générale du 1er mai 1886, impulsée par les anarchistes, est largement suivie. Ils sont environ 340 000 dans tout le pays.
À Chicago, la grève se prolonge dans certaines entreprises, et le 3 mai 1886, une manifestation fait trois morts parmi les grévistes de la société McCormick. Le lendemain a lieu une marche de protestation et dans la soirée, tandis que la manifestation se disperse à Haymarket Square, il ne reste plus que 200 manifestants face à autant de policiers. C’est alors qu'une bombe explose devant les forces de l’ordre. Elle fait un mort dans les rangs de la police. Sept autres policiers sont tués dans la bagarre qui s’ensuit. À la suite de cet attentat, cinq syndicalistes anarchistes sont condamnés à mort (Albert Parsons, Adolph Fischer, George Engel, August Spies et Louis Lingg) ; quatre seront pendus le vendredi 11 novembre 1887 (connu depuis comme Black Friday ou « vendredi noir ») malgré l’inexistence de preuves, le dernier (Louis Lingg) s’étant suicidé dans sa cellule. Trois autres sont condamnés à perpétuité.
En 1889, la IIe Internationale socialiste se réunit à Paris et sous l’impulsion de Jules Guesde et de Raymond Lavigne, le congrès décide de faire de chaque 1er mai une journée de lutte et de manifestation avec pour objectif la réduction de la journée de travail à huit heures (soit 48 heures hebdomadaires, le dimanche seul étant chômé).
Dès le 1er mai 1890, la Journée internationale des travailleurs est ainsi célébré dans la plupart des pays, avec des participations diverses.

#### En France

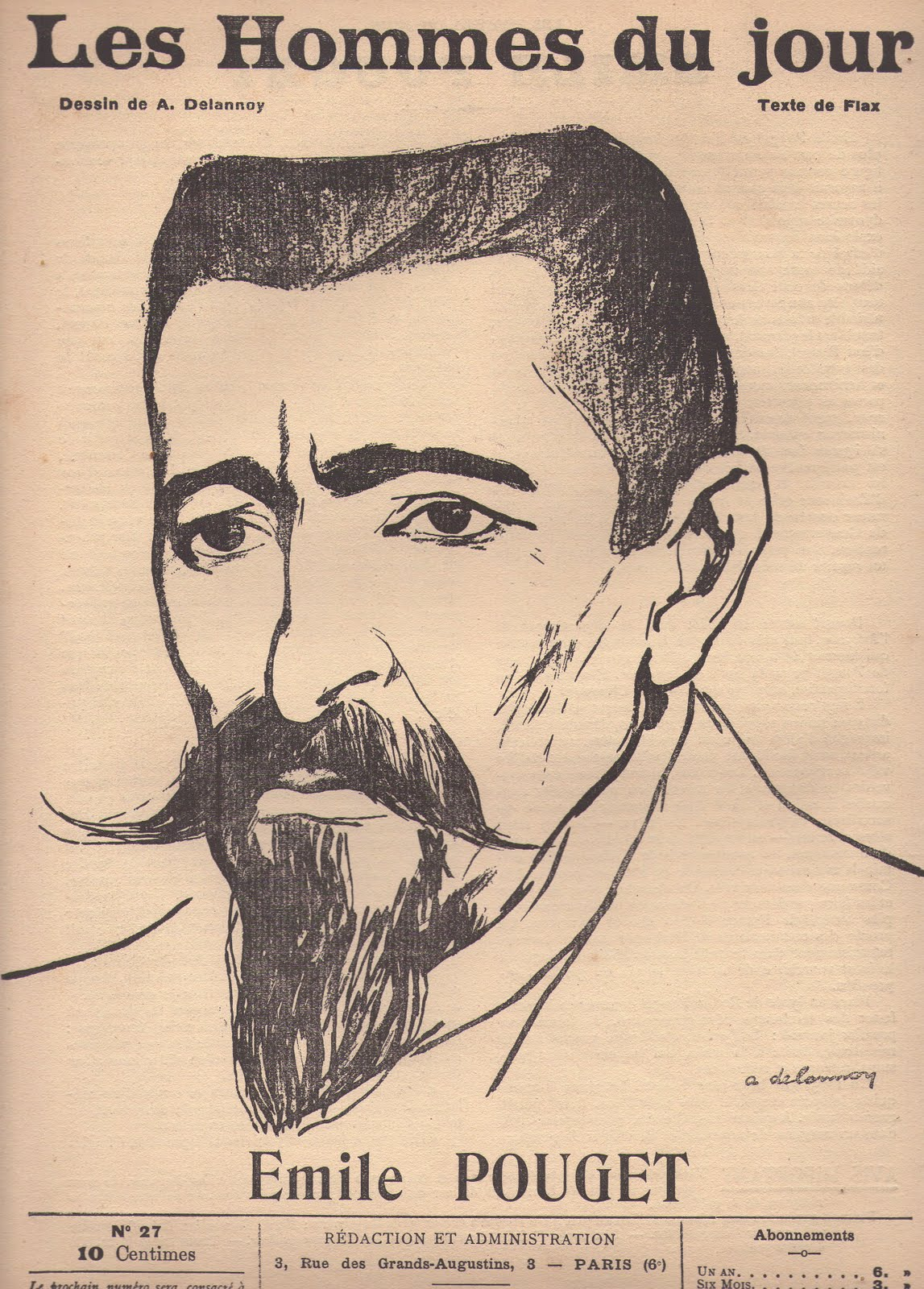
Émile Pouget par Aristide Delannoy publié dans Les Hommes du jour.

En France, où les tendances individualistes ont été les plus marquées, où la répression est intense, notamment lors du Procès des 66, et où les lois scélérates ont été jusqu'à mettre en péril l'existence même du mouvement, les anarchistes se tournent vers l'action de masse, principalement dans les syndicats naissants et par la création des Bourses du Travail. En 1892, est fondée la Confédération nationale des bourses du travail. Fernand Pelloutier en devient secrétaire général en 1895. Avec d'autres comme Paul Delesalle (secrétaire adjoint) ou Émile Pouget,, ils développent ce que seront les bases théoriques et pratiques du syndicalisme révolutionnaire et de l'anarcho-syndicalisme.
Les anarcho-syndicalistes défendent l'idée que par delà la défense immédiate des travailleurs (salaires et conditions de travail), les syndicats doivent lutter pour l'abolition du capitalisme et de l'État. Ils doivent prendre le contrôle des usines et des services publics, qui sont ensuite gérés par les travailleurs eux-mêmes. Pour eux, le syndicat a une double fonction : lutter au sein du système capitaliste et se préparer à administrer la société après la révolution sociale.
En octobre 1906, le 9e congrès de la CGT définit dans la Charte d'Amiens cette théorie du syndicalisme révolutionnaire : « dans l’œuvre revendicatrice quotidienne, le syndicalisme poursuit la coordination des efforts ouvriers ; l’accroissement du mieux-être des travailleurs par la réalisation d’améliorations immédiates ; […] Mais cette besogne n'est qu'un côté de l'œuvre du syndicalisme : d'une part il prépare l'émancipation intégrale, qui ne peut se réaliser que par l'expropriation capitaliste, et d'autre part, il préconise comme moyen d'action la grève générale et il considère que le syndicat, aujourd'hui groupement de résistance, sera, dans l'avenir, le groupe de production et de répartition, base de réorganisation sociale ».
En 1926 est fondée la Confédération générale du travail - Syndicaliste révolutionnaire. Son secrétaire confédéral est Pierre Besnard. Dans sa charte constitutive dite Charte de Lyon, elle dépasse le concept d'apolitisme de la Charte d'Amiens pour formuler un anti-politisme militant. Elle affirme « que les efforts du prolétariat doivent tendre, non seulement à renverser le régime actuel, mais encore à rendre impossible la prise du pouvoir et son exercice par tous les partis politiques qui s'en disputent âprement la possession. C'est ainsi que le syndicalisme doit savoir profiter de toutes les tentatives faites par les partis, pour s'emparer du pouvoir, pour jouer lui-même son rôle décisif qui consiste à détruire ce pouvoir et à lui substituer un ordre social reposant sur l'organisation de la production de l'échange et de la répartition, dont le fonctionnement sera assuré par le jeu des rouages syndicaux à tous les degrés ».

#### Actualité
Aujourd'hui des syndicats se réclament toujours de ce courant dont la Confédération nationale du travail en France, la Confédération générale du travail en Espagne, la Confederazione di Base Unicobas en Italie, la Freie Arbeiter-Union en Allemagne ou la Sveriges Arbetares Centralorganisation en Suède.

### L'anarchisme à l'épreuve de la Première Guerre mondiale

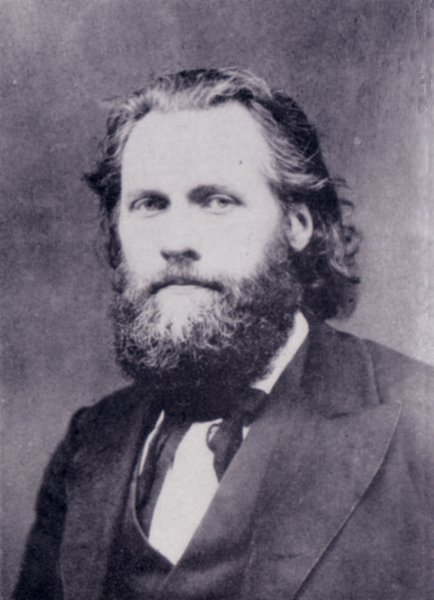
Ferdinand Domela Nieuwenhuis.

L'éclatement de la Première Guerre mondiale provoque de vives tensions au sein du mouvement libertaire qui est divisé entre « défensistes » et « antimilitaristes ».
En 1916, Pierre Kropotkine rédige avec Jean Grave, le « Manifeste des Seize ». Le texte est signé par, notamment, Christiaan Cornelissen, Charles-Ange Laisant, François Le Levé ou Charles Malato. Ils prennent ainsi publiquement parti pour le camp des Alliés et contre l’agression allemande. Une centaine d'autres personnalités anarchistes apportent leur soutien au Manifeste qui fonde « son analyse de la situation sur la conviction que l'Allemagne était l'agresseur et que, en outre, sa victoire dans la guerre en cours représenterait le triomphe du militarisme et de l'autoritarisme en Europe. Selon cette perspective, l'Allemagne était le « bastion de l'étatisme », la France - la patrie de la Révolution de 89 et de la Commune - c'est pourquoi la victoire de l'Allemagne entraverait le développement des idées libertaires et la marche vers une société fédéraliste et décentralisée en Europe ».
Les « antimilitaristes », majoritaires dans le mouvement, dont Errico Malatesta, Emma Goldman, Alexandre Berkman, Rudolf Rocker, Voline ou Ferdinand Domela Nieuwenhuis s'opposent à cette prise de position, considérant « la guerre comme l'aboutissement inévitable du régime capitaliste et de l'existence des États en tant que tels ». Certains brocardent Kropotkine du sobriquet d'« anarchiste de gouvernement »,.

#### Aux États-Unis

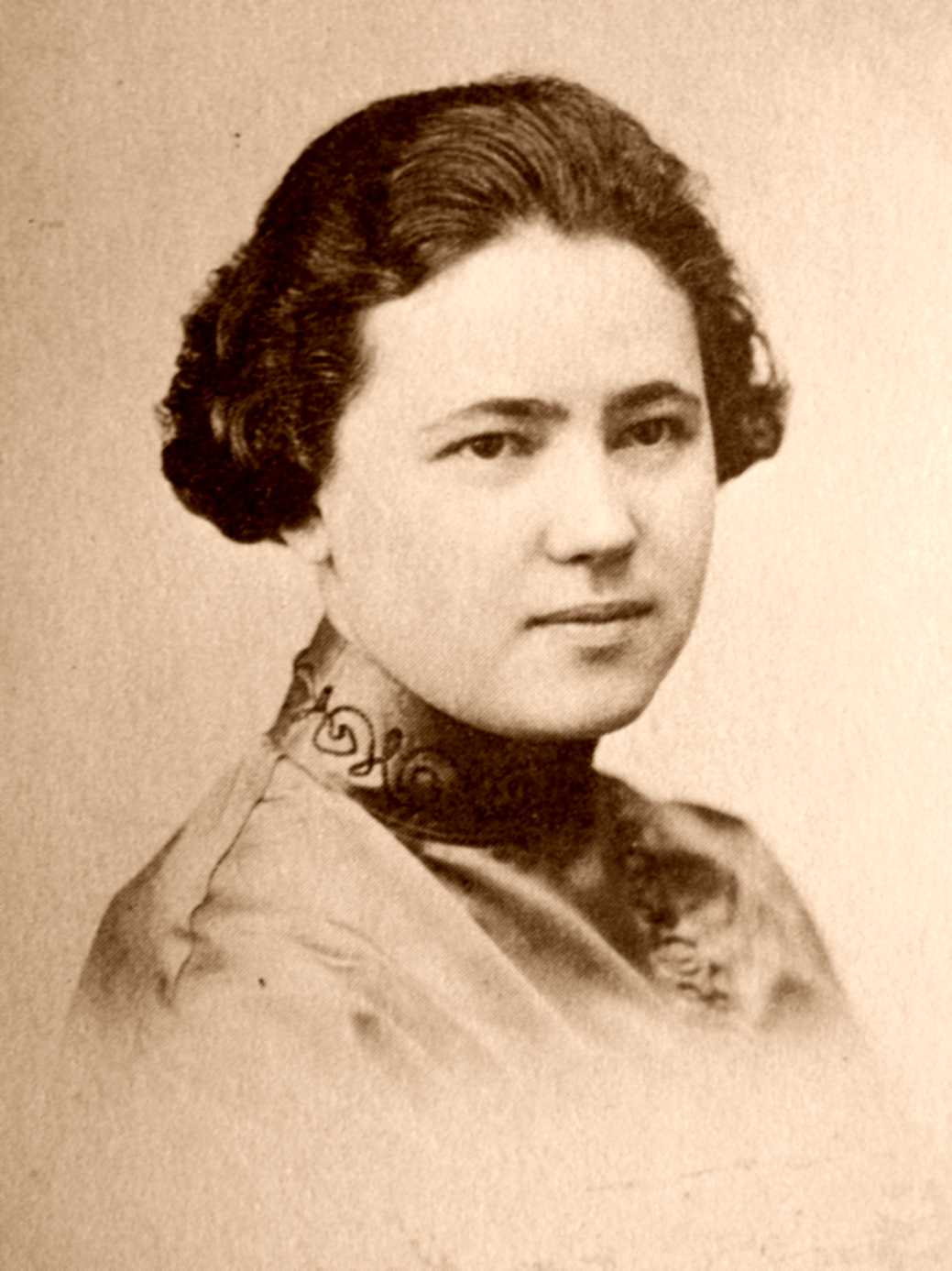
Mollie Steimer en janvier 1919.

En 1916, Emma Goldman et Alexandre Berkman fondent la No Conscription League (en), une association antimilitariste qui dénonce les guerres comme des oppositions entre États pour le compte des intérêts capitalistes et milite contre la conscription obligatoire, « l'une des pires formes de contrainte étatique »,,. En 1917, ils sont incarcérés et passent deux ans en prison, avant d'être expulsés vers la Russie en décembre 1919, bannis et déchus de leur citoyenneté américaine avec deux cent quarante-sept autres révolutionnaires.
Pour Emma Goldman : « Le militarisme détruit les éléments les plus sains et les plus productifs de chaque nation. Il gaspille la plus grande part du revenu national. L’État ne dépense presque rien pour l’enseignement, l’art, la littérature et la science en comparaison avec les sommes considérables qu’il consacre à l’armement en temps de paix. Et en temps de guerre tout le reste n’a aucune importance ; la vie stagne, tous les efforts sont bloqués ; la sueur et le sang des masses servent à nourrir le monstre insatiable du militarisme. Il devient alors de plus en plus arrogant, agressif, imbu de son importance. Pour rester en vie, le militarisme a constamment besoin d’énergie supplémentaire ; c’est pourquoi il cherchera toujours un ennemi ou, s’il en manque, il en créera un artificiellement. Dans ses objectifs et ses méthodes civilisés, il est soutenu par l’État, protégé par les lois, entretenu par les parents et les enseignants, et glorifié par l’opinion publique. En d’autres termes, la fonction du militarisme est de tuer. Il ne peut vivre que grâce au meurtre ».
En 1918, Mollie Steimer, est arrêtée avec quatre de ses camarades du groupe Frayhayt pour avoir distribué un appel à la grève générale contre l'intervention militaire américaine en Russie. Pour cette simple distribution de tracts, elle est condamnée à quinze ans de prison et ses compagnons à vingt ans. Ce qui devient « l'affaire Abrams (en) » est connu comme une étape importante dans l'histoire de la répression des libertés civiles aux États-Unis.

### La révolution russe

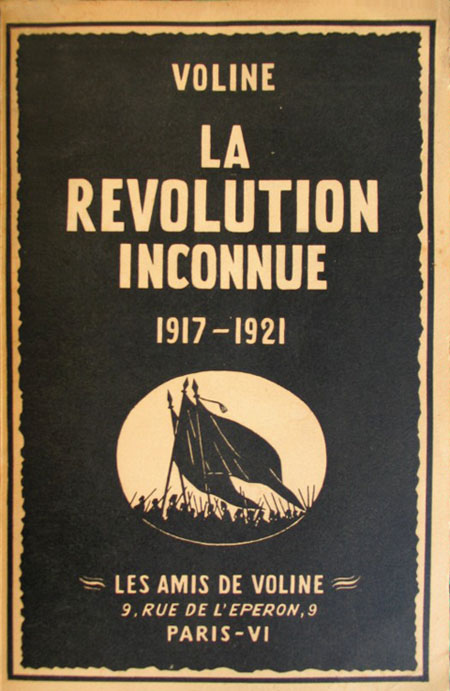

Voline, dans sa trilogie La Révolution inconnue, décrit l'ensemble du processus de la révolution russe : des évènements de 1905 à l'écrasement par les bolchéviques de la révolte de Kronstadt et de l'Armée révolutionnaire insurrectionnelle ukrainienne animée par Nestor Makhno.
Voline a vécu la révolution d'Octobre 1917 à laquelle il a activement participé. Il décrit comment, dès le début de 1918, les bolcheviks engagent la répression contre les anarchistes, dépossèdent les prérogatives autogestionnaires des soviets et mettent en place un pouvoir totalitaire : « Staline « n'est pas tombé de la lune ». Staline et le « stalinisme » ne sont que les conséquences logiques d'une évolution préalable et préparatoire, elle-même résultat d'un terrible résultat, d'une déviation néfaste de la révolution. Ce furent Lénine et Trotsky - c'est-à-dire leur système - qui préparèrent le terrain et engendrèrent Staline. Avis à tous ceux qui, ayant soutenu Lénine, Trotsky et consorts, fulminent aujourd'hui contre Staline : ils moissonnent ce qu'ils ont semé ! ».

#### L'insurrection des marins de Kronstadt

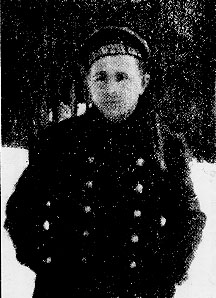
Stepan Petritchenko, président du Comité révolutionnaire provisoire de Kronstadt.

Kronstadt est une base navale à trente kilomètres de Petrograd, peuplée de matelots et de plusieurs milliers d'ouvriers des arsenaux. Les marins de Kronstadt ont joué un rôle d'avant-garde dans la révolution d'Octobre 1917.
En 1921, la guerre civile russe bat son plein et dans les villes, des grèves spontanées éclatent, notamment à Petrograd. Les travailleurs souffrent, à la fois, de la pénurie de vivres, de combustibles, de moyens de transport et de la répression d'un régime bolchévique de plus en plus dictatorial qui écrase dans le sang la moindre manifestation de protestation,.
Fin février, les marins envoient une délégation à Petrograd en grève. Le 1er mars, réunis en assemblée générale, ils rallient les revendications des grévistes et votent une liste de 15 résolutions dont voici les trois premières : « I. Organiser immédiatement des réélections aux soviets avec vote secret et en ayant soin d'organiser une libre propagande électorale pour tous les ouvriers et paysans, vu que les soviets actuels n'expriment pas la volonté des ouvriers et des paysans ; II. Accorder la liberté de la parole et de la presse pour les ouvriers et les paysans, pour les anarchistes et les partis socialistes de gauche ; III. Donner la liberté de réunion et la liberté d'association aux organisations syndicales et paysannes ».
Ils exigent également l'abolition des « officiers politiques », aucun parti politique ne devant avoir de privilèges, ainsi que la suppression des détachements communistes de choc dans l'armée et de la « garde communiste » dans les usines. C'est le monopole du Parti communiste qui est visé. Selon eux, après s'être arrogé le pouvoir, les bolchéviques n'ont plus qu'un souci : le conserver par n'importe quel moyen malgré la perte de confiance de la population. Les soviets dépouillés de leur pouvoir sont accaparés et manipulés, les syndicats étatisés. Une machine policière bureaucratique omnipotente dicte sa loi par des fusillades et la terreur. Sur le plan économique règne, en lieu et place du socialisme annoncé, basé sur le travail libre, un capitalisme d'État où les ouvriers sont de simples salariés, des exploités, tout comme avant.
Le comité révolutionnaire de Kronstadt demande l'intervention de Efim Yartchouk et de Voline alors emprisonnés et malgré les propositions de médiation d'Emma Goldman et d'Alexandre Berkman, le pouvoir bolchévique répond par un ultimatum. Sous la direction de Trotsky,, l'offensive de l'Armée rouge commence le 7 mars et après 10 jours d'assauts, la Commune de Kronstdat est anéantie. Selon Paul Avrich, « les troupes attaquantes prendront vengeance pour leurs camarades tombés dans une orgie de sang ».
Comme l'observe Ida Mett, historienne de La Révolte de Cronstadt, l'influence anarchiste ne s'y exerce « que dans la mesure où l'anarchisme propageait lui aussi l'idée de la démocratie ouvrière ». Voline affirme que « Kronstadt fut la première tentative populaire entièrement indépendante pour se libérer de tout joug et réaliser la révolution sociale : tentative faite directement, résolument, hardiment par les masses laborieuses elles-mêmes, sans "bergers politiques", sans "chefs" ni tuteurs. Ce fut le premier pas vers la troisième révolution Sociale » et Alexandre Berkman de conclure : « Kronstadt fit voler en éclats le mythe de l'État prolétarien ; il apporta la preuve qu'il y avait incompatibilité entre la dictature du Parti communiste et la révolution ».

#### Nestor Makhno et l'Armée révolutionnaire insurrectionnelle ukrainienne

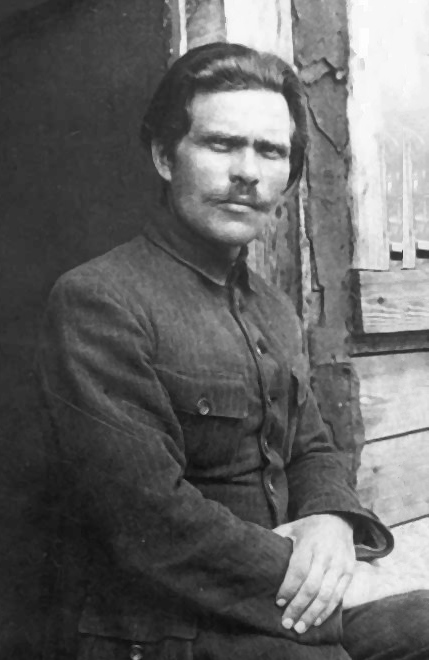
Nestor Makhno en 1921.

Après la signature, par Lénine, du Traité de Brest-Litovsk qui livre l'Ukraine à l'Allemagne, Nestor Makhno organise un mouvement de résistance armée qui refuse d'abord la sujétion à l'Empire allemand, puis combat les armées blanches de Denikine et Wrangel, mais finit par être vaincu par l'Armée rouge.
En 1918, il crée l'Armée révolutionnaire insurrectionnelle ukrainienne, surnommée Makhnovchtchina, qui est composée essentiellement de paysans qui veulent posséder leurs terres et ne plus être des serfs au service d'un propriétaire. Organisée sur des bases libertaires, tous les gradés sont notamment élus par les soldats-paysans. Son organe de presse, La Voie vers la liberté, insiste sur le fait qu'aucune force militaire ne peut libérer le peuple, mais que le peuple ne peut se libérer que par lui-même.
En parallèle des combats, Nestor Makhno et ses camarades créent un embryon de société rurale autogérée basée sur les principes libertaires, en organisant notamment des communes libres sur une bande de terre faisant près de trois cents kilomètres de diamètre. Les makhnovistes sont partisans du modèle des Soviets de travail libre et opposés aux soviets bolcheviks, contrôlés par le pouvoir central.
Voline, camarade de Makhno et historien du mouvement, analyse dans La Révolution inconnue, la répression contre les anarchistes mise en place par les bolchéviques dès leur arrivée au pouvoir après la révolution d'Octobre 1917. Il voit dans l'écrasement de la Makhnovchtchina par l'Armée rouge, après leur victoire conjointe contre les Blancs, la préfiguration du futur totalitarisme stalinien.
La chanson populaire Makhnovchtchina, écrite par Étienne Roda-Gil et reprise notamment par les Bérurier noir, rend hommage à ce mouvement révolutionnaire.

### Les conseils ouvriers en Allemagne et en Italie

#### En Allemagne
Dès avant la Première Guerre mondiale, et particulièrement à partir de janvier 1918, le monde ouvrier, marqué par l'inflation causée par le blocus sur l'Empire Allemand, est très actif et de nombreuses grèves ont lieu. La naissance d'un conseil ouvrier allemand à Stuttgart le 4 novembre 1918, est un des facteurs majeurs de la révolution allemande du 9 novembre. La gauche allemande est alors très fortement divisée entre le Parti social-démocrate d'Allemagne (SPD) officiellement marxiste mais tourné vers le réformisme, le Parti social-démocrate indépendant d'Allemagne (USPD) d'un marxisme plus orthodoxe, les spartakistes qui sont partisans d'une révolution immédiate sur le modèle de la révolution russe, et les militants anarchistes qui sont encore très minoritaires.
Après l'écrasement de la révolte spartakiste, marqué par l'assassinat de Karl Liebknecht et Rosa Luxemburg le 15 janvier 1919, les forces d'extrême-gauche tentent un soulèvement en Bavière en proclamant la République des conseils de Bavière. C'est Ernst Toller, poète et dramaturge de 25 ans, qui prend la tête du mouvement. Même s'il s'appuie en grande partie sur les forces marxistes, on comprend très vite qu'il est plus anarchiste que marxiste. Il s'appuie notamment sur le théoricien anarchiste Gustav Landauer, qu'il nomme commissaire à l'instruction et à la culture. Le gouvernement Toller annonce la rupture des relations diplomatiques avec le Reich, et proclame « l'argent libre » pour triompher du capitalisme. Les délinquants de droit commun sont libérés de prison, ce qui entraîne une montée en flèche de l'insécurité dans la ville ; le gouvernement s'arroge l'autorité économique suprême, ce qui entraîne la fermeture immédiate de tous les petits commerces, surprenant les gouvernants eux-mêmes. Ces mesures prises à la hâte, alors que les anarchistes ne s'attendaient pas à prendre le pouvoir, ne conviennent pas au Parti Communiste d'Allemagne et à Lénine, qui choisissent plutôt Eugen Leviné et Max Levien, deux militants communistes d'origine juive russe, qui prennent la tête du nouveau gouvernement, car sont appuyés sur une jeune Armée rouge d'Allemagne. Ernst Toller et Gustav Landauer ne peuvent qu'accepter leur nomination. La République des Conseils devient alors totalement bolchévique, Eugen Leviné demandant sans cesse son avis à Lénine pour diriger son gouvernement, sa République entrant dans le vaste processus de révolution mondiale voulue par le dirigeant soviétique, en accord avec les thèses marxistes.
Lorsque la révolte est écrasée par la jeune République de Weimar, les anarchistes Ernst Toller et Gustav Landauer, malgré la transformation de leur République en système bolchéviques, décident de rester, par idéal révolutionnaire. Le 2 mai, Gustav Landauer est battu à mort par des soldats des Corps Francs et son corps est laissé à l'air libre pendant plusieurs jours. Ernst Toller est mis en prison, où il écrit la plupart de ses ouvrages.

### Errico Malatesta et le gradualisme révolutionnaire

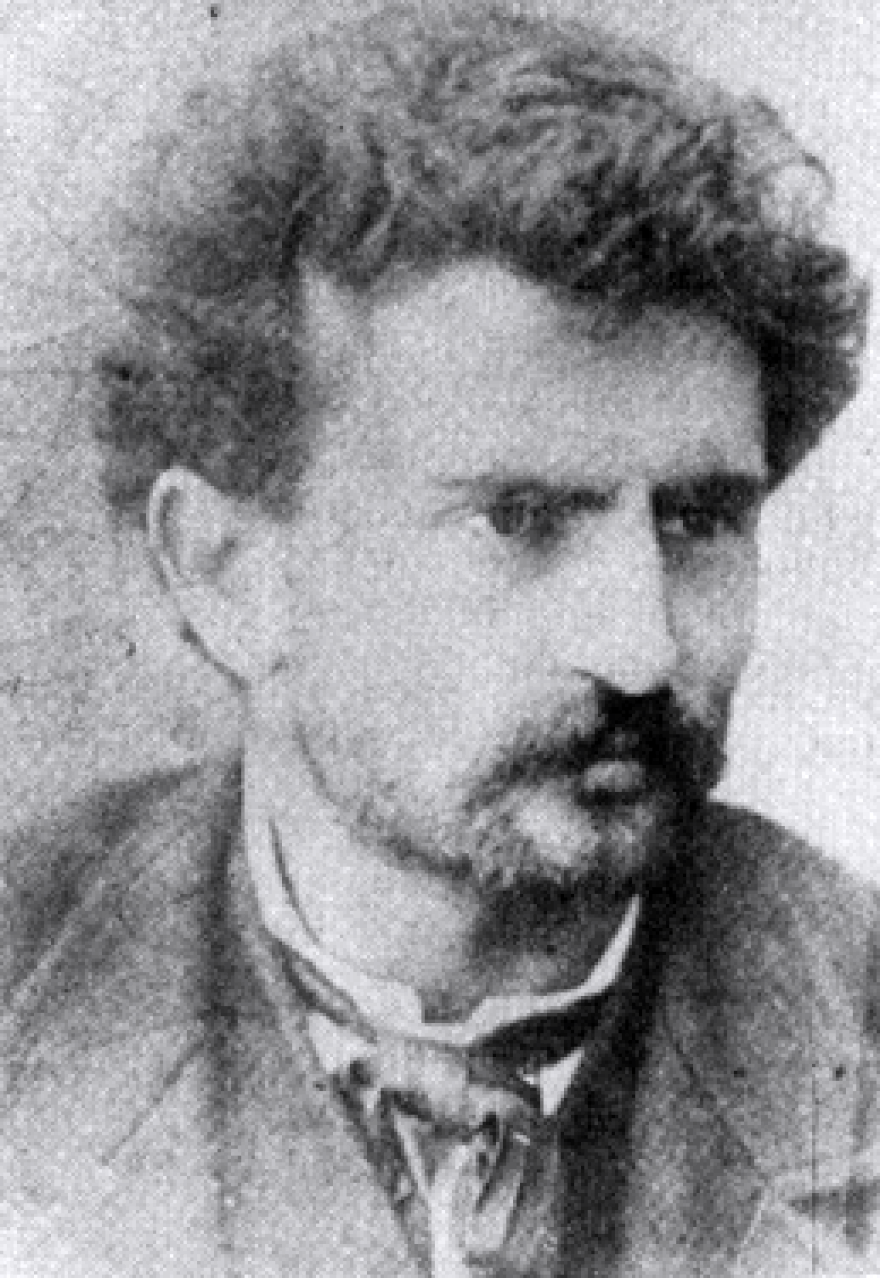
Errico Malatesta.

En 1925, marqué par l'échec des tentatives révolutionnaires en Russie, en Allemagne et en Italie, Errico Malatesta théorise le concept de gradualisme révolutionnaire qui postule que l'anarchie peut être réalisée par un processus cumulatif d'étapes additionnées. Malatesta pense qu'entre la réalité d'aujourd'hui et la réalisation de l'idéal, existe une démarche volontariste et constructive de progressivité : « Il ne s'agit pas de faire l'anarchie aujourd'hui, demain, ou dans dix siècles, mais d'avancer vers l'anarchie aujourd'hui, demain, toujours. ».
Le gradualisme révolutionnaire se veut une voie médiane entre le réformisme et la révolution sociale. Il se distingue cependant du gradualisme réformiste par le fait que les objectifs à court terme, par sauts qualitatifs, amènent inévitablement à la disparition du capitalisme et de l'État, ainsi que par la mise en pratique immédiate des principes libertaires d'autonomie, de fédéralisme et d'autogestion.

### La révolution espagnole

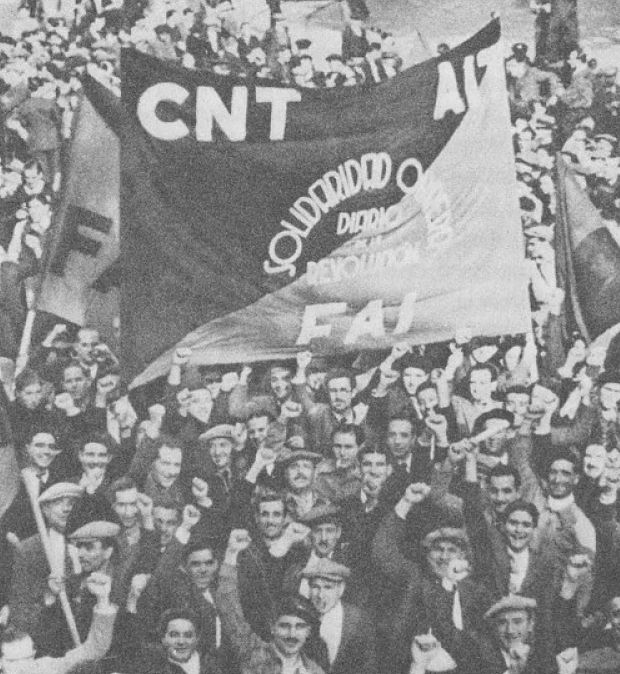
Une manifestation à Barcelone avec une bannière Solidaridad Obrera, le quotidien de la révolution sociale espagnole de 1936.

La révolution sociale espagnole de 1936 (revolución social española de 1936), couramment désignée sous le nom de révolution espagnole (revolución española), englobe tous les événements de type révolutionnaire déclenchés en Espagne, durant la guerre civile, en réponse à la tentative de coup d'État militaire les 17 et 18 juillet 1936.
Les principaux représentants de ces mouvements étaient la Confédération nationale du travail (CNT), la Fédération anarchiste ibérique (FAI), le Parti ouvrier d'unification marxiste (POUM), ainsi que les ailes radicales du Parti socialiste ouvrier espagnol (PSOE)et de l'Union générale des travailleurs (UGT). Les bases idéologiques de cette révolution se rattachent très clairement à l'anarcho-syndicalisme et au communisme libertaire, extrêmement puissant en Espagne dans les années 1930, mais aussi en partie au marxisme révolutionnaire.
Les idées reposaient en grande partie sur : une très forte décentralisation, appelée « cantonalisme » en Espagne, dans le domaine administratif ; la collectivisation et l'autogestion dans le domaine économique ; le libéralisme dans les domaines moraux et sociaux ; un anticléricalisme virulent dans le domaine religieux ; le rationalisme dans le domaine éducatif.

#### Mujeres Libres

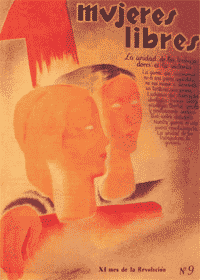
Mujeres Libres, 1938.

En avril 1936, Lucía Sánchez Saornil, Mercedes Comaposada et Amparo Poch y Gascón fondent l'organisation féminine libertaire Mujeres Libres (Femmes Libres), la première organisation féministe autonome prolétarienne en Espagne. Son but est de mettre fin au « triple esclavage des femmes : l’ignorance, le capital et les hommes ». Si quelques-unes des fondatrices exercent des professions libérales, la vaste majorité de ses membres (20 000 environ en juillet 1937) sont issues des classes ouvrières. Les femmes de Mujeres Libres visent à la fois à surmonter les obstacles de l’ignorance et de l’inexpérience qui les empêchent de participer en tant qu'égales à la lutte pour une société meilleure, et à combattre la domination des hommes au sein même du mouvement libertaire.

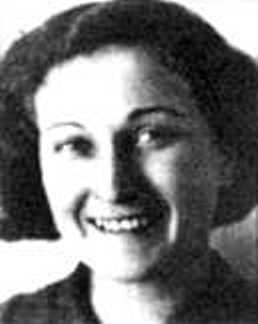
Lucía Sánchez Saornil.

L'organisation se bat sur deux fronts : pour la libération des femmes et pour la révolution sociale. Dans l'Espagne révolutionnaire des années 1936-1937, les Mujeres Libres s'opposent au sexisme de leurs camarades militants et elles veulent s'émanciper du statut marginal qui leur est réservé au sein d'un mouvement libertaire qui prétend abolir la domination et la hiérarchie. Pour elle, l'émancipation des femmes est inséparable de l'émancipation sociale. Si pour les anarchistes, les moyens mis en œuvre dans la lutte révolutionnaire inspirent la société future, elles affirment que l'égalité des femmes ne suivra pas automatiquement la révolution sociale si elle n'est pas mise en pratique immédiatement. Mujeres Libres prépare les femmes à des rôles de meneuses dans le mouvement anarchiste, elle organise des écoles, des groupes de parole réservés aux femmes, tout ceci afin que les femmes puissent acquérir l'estime de soi et la confiance en leurs capacités.
Mujeres Libres publie un journal éponyme où est abordé l'éducation sexuelle, définie selon les termes de l'époque, comme « la connaissance du fonctionnement physiologique de notre organisme, plus spécialement l'aspect eugénique et sexologique ». À Barcelone, l'association est à l'origine de la création de la Casa de la dona treballadora et de la campagne en faveur de la réinsertion des prostituées dans les Liberatorios de prostitucion. La prostitution est fermement combattue. Leur but n'est pas de l'aménager mais de l'éradiquer, en rendant les femmes économiquement indépendantes et en réalisant une profonde révolution sociale et morale. Elles se désolent d'ailleurs de voir nombre de leurs camarades hommes fréquenter les maisons de passe.

### La résurgence des années 1960-1970
Après la Seconde Guerre mondiale, les groupes et fédérations sont recréés dans tous les pays où ils étaient présents, aux exceptions notables de l'Espagne franquiste et de la Russie soviétique, mais sans jamais retrouver leur importance précédente. Notons que l'influence des idées libertaires a toujours dépassé de loin la réalité du mouvement organisé.
Dans les années 1950, les idées anarchistes réapparaissent dans un cadre de référence plus large, notamment au sein du Mouvement américain des droits civiques qui vise à résister à l'injustice par la pratique de la désobéissance civile.
Dans les années 1960-1970, un nouveau radicalisme prend racine parmi les étudiants et la gauche en général aux États-Unis, en Europe et au Japon, embrassant une critique générale des structures de pouvoir « élitistes » et les valeurs matérialistes des sociétés industrielles modernes qu'elles soient capitaliste ou communiste. Pour ces nouveaux militants, qui rejettent les partis traditionnels de gauche, l'accent est mis sur la spontanéité dans l'action et l'organisation, l'inventivité théorique et la simplicité de la vie.

### Le A cerclé

Le A cerclé original.

En 1964 à Paris, dans l'idée de rassembler les nombreuses composantes de l’éventail anarchiste, un symbole ou logo est créé : le « A » cerclé. Son dessin est publié dans le no 48 (avril 1964) du Bulletin des Jeunes Libertaires, sous le titre Pourquoi A ? et l'article l'explique ainsi : « Pourquoi ce sigle que nous proposons à l’ensemble du mouvement anarchiste ? Deux objectifs principaux nous ont guidés : premièrement, faciliter et rendre plus efficaces les activités pratiques d’inscription sur les murs… et, deuxièmement, assurer une plus large présence du mouvement anarchiste… par le biais d’un élément commun qui accompagne toutes les expressions de l’anarchisme dans ses manifestations publiques… Il s’agit pour nous de choisir un symbole suffisamment général pour que tous les anarchistes puissent l’adopter. Constamment associé à la parole anarchiste, ce symbole finira, selon un mécanisme mental bien connu, par évoquer à lui seul l’idée de l’anarchisme dans l’esprit des gens. » Le succès mit quelques années à arriver mais aujourd'hui, ce signe est internationalement reconnu comme symbole de l'anarchisme, indépendamment du courant concerné.

### Murray Bookchin et l'écologie sociale

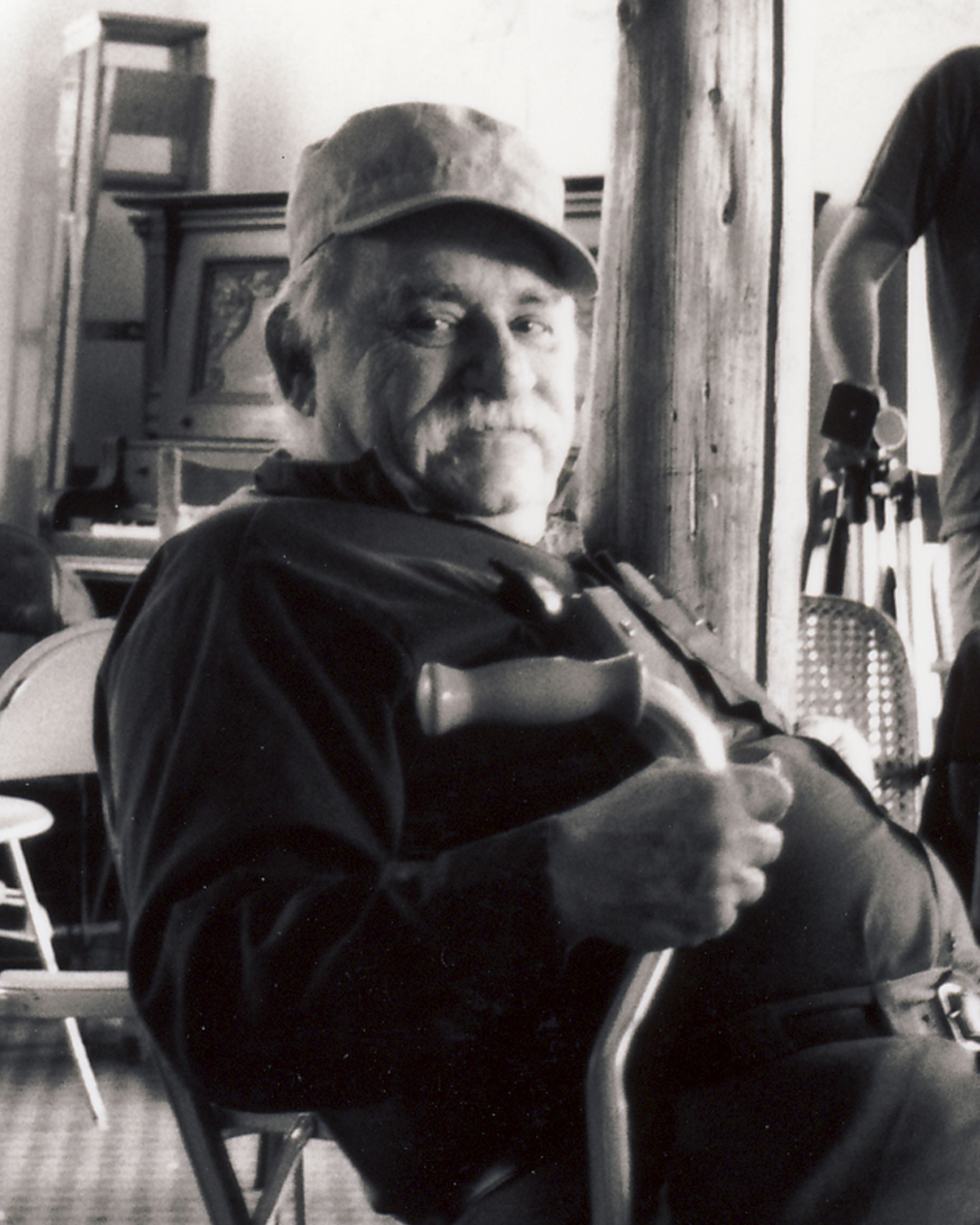
Murray Bookchin en 1999.

Pionnier de l'écologie politique dans les années 1950-1960, Murray Bookchin théorise le concept d'écologie sociale qui postule que les problèmes écologiques découlent principalement des problèmes économiques et sociaux, notamment des différentes formes de hiérarchies et de dominations. Pour lui, l’établissement d’une société écologique passe donc nécessairement par la résolution des problèmes sociaux en inventant un modèle de société adaptée au développement humain et à la biosphère. C’est une théorie d’écologie politique radicale qui s’oppose au système capitaliste actuel de production et de consommation. Elle vise la mise en place d’une société morale, décentralisée, solidaire, guidée par la raison. les mots clés en sont : interdépendance, unité dans la diversité, décentralisation, démocratie directe, renouveau de la citoyenneté, technologie libératrice, vision sociale du travail et naturalisme dialectique.
Inspiré du projet des communes fédérées imaginé par Kropotkine, Bookchin élabore le concept de municipalisme libertaire ou communalisme libertaire, un système politique dans lequel des institutions composées d'assemblées locales de citoyens, dans un esprit de démocratie directe, remplacent l'État par une confédération de municipalités (communes) libres. Ces propositions provoquent des réactions extrêmement contrastées au sein du mouvement libertaire.

## XXIesiècle

Drapeau anarcho-transhumaniste.

Le drapeau de l'anarchisme vert.

Selon l'historien Nicolas Inghels, des nouveaux courants apparaissent : « de l'anarchisme vert allant du simple refus de l'anthropocentrisme à l'anarcho-primitivisme qui rejette toute civilisation industrielle, de l'anarchisme technologique qui considère que l'informatique est un moyen efficace de lutter contre la hiérarchie (monde du logiciel libre, média alternatif…) à l'anarchisme transhumaniste qui promeut certaines technologies pour l'amélioration des conditions humaines. Sans non plus oublier l'anarcho-punk. Toutes ces différentes tendances gardent comme points communs le rejet de l’autorité et la lutte pour la liberté ».

### Les anarchistes dans l'altermondialisme
Le Mouvement altermondialiste comprend une grande pluralité d'orientations politiques, parmi lesquelles les anarchistes prennent leur place. Ce mouvement se fait connaître lors des Manifestations de 1999 à Seattle, avant un sommet de l'Organisation mondiale du commerce, puis lors des émeutes anti-G8 de Gênes de 2001, auxquelles participent des anarchistes dont certains organisés en Black bloc.
Les anarchistes s'insèrent dans l'altermondialisme en ce qu'ils critiquent le système capitaliste étendu à l'échelle du monde lors de la mondialisation, faisant ainsi perdurer les inégalités entre les classes mais aussi entre les peuples. Ils s'opposent ainsi à la constitution du marché mondial, à l'augmentation des inégalités, aux organisations internationales dirigées par les grandes puissances au détriment des petites (comme l'OMC ou le FMI), ainsi qu'aux grandes firmes. Les préoccupations écologiques des altermondialistes peuvent également rejoindre l'anarchisme vert.

### Le postanarchisme
Le terme postanarchisme est utilisé pour désigner les philosophies anarchistes développées à la lumière de la pensée post-structuraliste et postmoderniste.
Le postanarchisme s'appuie sur les apports assez disparates des poststructuralistes comme Gilles Deleuze et Michel Foucault, des postféministes comme Judith Butler et des postmarxistes comme Ernesto Laclau, Jean Baudrillard et Chantal Mouffe, d'anarchistes « classiques » comme Emma Goldman et Max Stirner et de la psychanalyse. Il s'attache également à relire des auteurs comme Proudhon, Bakounine et Kropotkine, sans tirer les mêmes conclusions que les anarchistes classiques.
Le préfixe post signale une rupture par rapport aux conceptions classiques de l'anarchisme. Les postanarchistes considèrent en effet que l'État et le capitalisme ne sont plus les mêmes ennemis qu'auparavant, et par conséquent, de nouvelles approches doivent être découvertes et employées pour les combattre. Pour ce faire, le postanarchisme tente d'intégrer des éléments de la pensée de Michel Foucault, Gilles Deleuze, Jacques Derrida, Jacques Lacan, et Jean-François Lyotard. Certes, ces penseurs n'étaient pas anarchistes, mais les concepts qu'ils ont développés sont pertinents pour réfléchir sur certaines problématiques centrales du postanarchisme, comme :
- La libération du sujet par la déconstruction du discours.
- La dénaturation du corps et de la sexualité.
- Le rejet de la « répression des hypothèses ».
- La généalogie de Foucault.
- La déconstruction de l'ordre binaire de la pensée occidentale.
- la déconstruction des statuts fondés sur la différence des genres.

En France, les travaux de Daniel Colson et de Michel Onfray se rapprochent explicitement de ce mouvement.

## Les colonies libertaires

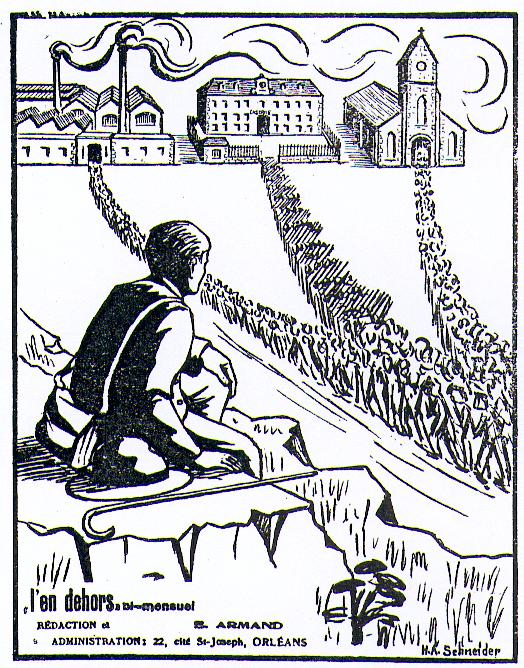
Une affiche pour le journal L'En-dehors.

La première utopie en acte serait Libertalia, une colonie libertaire fondée par des pirates sur l'île de Madagascar, qui aurait existé pendant environ vingt-cinq ans à la fin du XVIIe siècle, sans que l'on sache vraiment s'il s'agit d'une légende. La devise de ces hommes, organisés en république, était « Générosité, Reconnaissance, Justice, Fidélité »[source insuffisante].
À la fin du XIXe siècle, parallèlement aux actions revendicatives, une fraction du mouvement anarchiste prend l'option de l'alternative : ce sera la vague des communautés libertaires ou « milieux libres », espaces d'expérimentation de nouvelles formes de vie collective. Les racines théoriques sont à rechercher dans les écrits de Robert Owen et Charles Fourier.
Communautés intentionnelles, centrées autour de l'autogestion, de la maîtrise du travail social, de l'épanouissement personnel, de valeurs morales, l'objectif en est, principalement, d'expérimenter, dans des groupes plus ou moins vastes, des rapports sociaux dégagés des contraintes de l'autorité et du capitalisme. Certaines communautés se veulent de véritables laboratoires de l'utopie, d'autres sont des refuges en période de répression ou de crise sociale.
Selon l'historien Ronald Creagh, il y aurait eu deux phases dans le développement des communautés libertaires, l’une avant 1860, l’autre après 1960. Entre les deux : des « coopératives socialistes » et des bases de repli que créent les immigrants, les mutuellistes, les anarchistes persécutés. Entre 1892 et la Première Guerre mondiale, plusieurs dizaines d'initiatives verront le jour, plus ou moins durables, plus ou moins organisées telles, en France, la Colonie libertaire de Ciorfoli ou la Colonie libertaire d'Aiglemont.

## Pédagogies libertaires

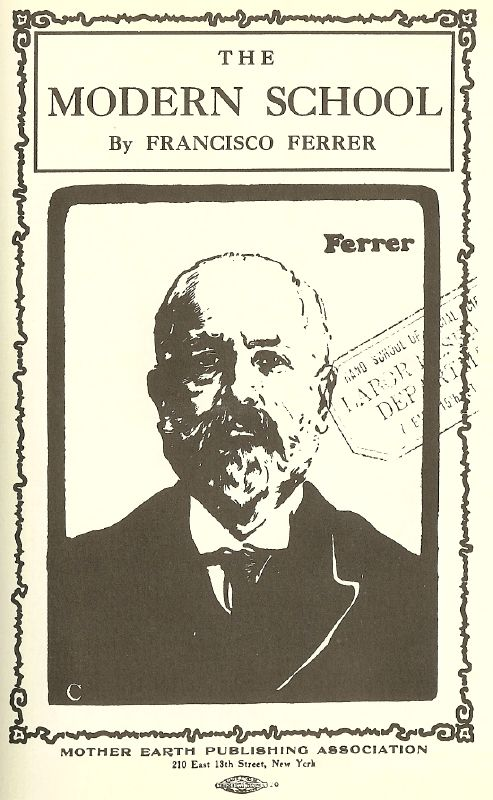
The Modern school, de Francisco Ferrer, traduit par Voltairine de Cleyre en 1909.

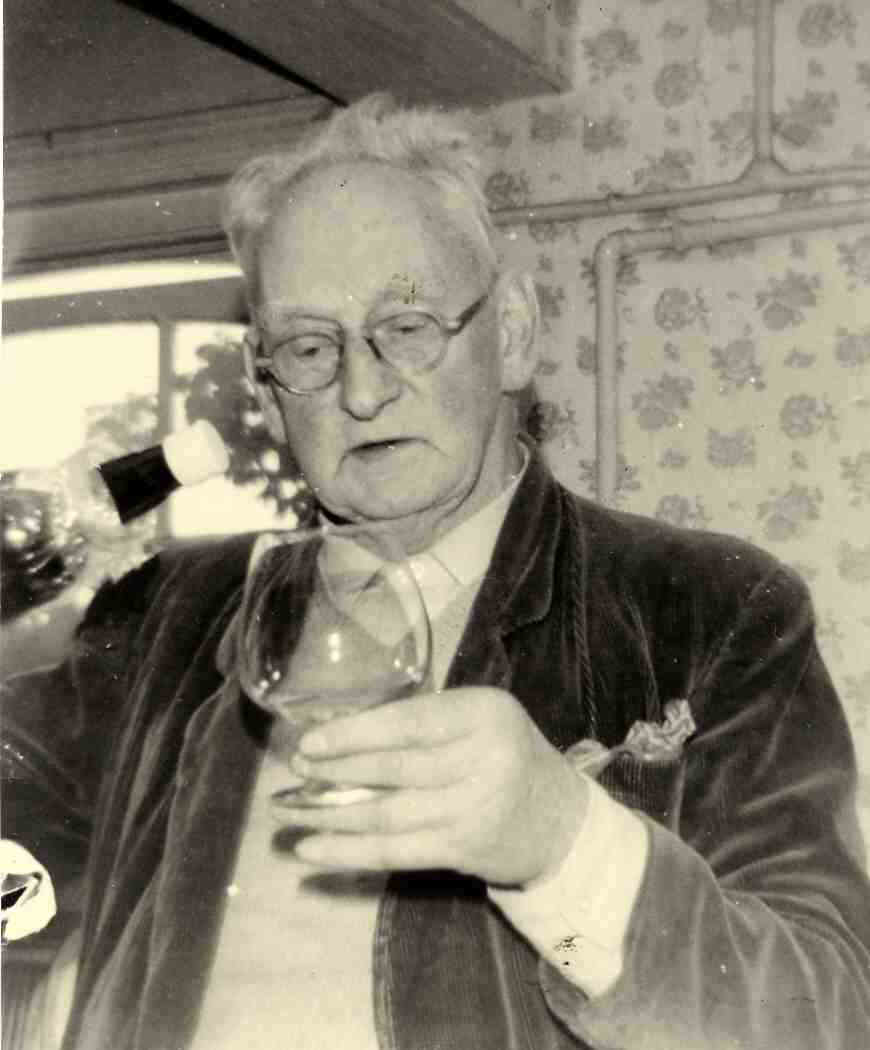
Alexander Sutherland Neill.

Précurseur de l'éducation libertaire,, Léon Tolstoï anime, de 1859 à 1862, une école dans son domaine de Iasnaïa Poliana en Russie. Tolstoï veut libérer l'individu de l'esclavage physique mais aussi mental. Son projet pédagogique se résume en l’absence de violence sur l’esprit et le caractère de l’enfant, afin qu’il n’apprenne que ce qui l’intéresse et ce qu’il considère comme important pour lui-même. L’essence de sa méthode est la pratique, la « vraie vie », et non la « lettre morte »[réf. souhaitée]. Cette courte expérience, réprimée par la police tsariste inspire de nombreux pédagogues comme Célestin Freinet ou Alexander Sutherland Neill.
De 1880 à 1894, Paul Robin dirige l'Orphelinat de Cempuis où il met en pratique, sur un nombre important d'enfants, l'éducation intégrale basée sur l'égalité de tous à l'accès à l'éducation, y compris aux enfants des familles pauvres. Mixte, cette « coéducation des sexes » qui rassemble filles et garçons, côte à côte comme dans les familles naturelles, s'adresse autant à leur corps et à leurs sens (pratique du sports et apprentissage manuel) qu'à leur intelligence et leur sensibilité (pratique de la musique notamment). Elle se caractérise en outre, par son caractère athée et a-patriotique.
En 1901, après un exil à Paris, où il rencontre les principales figures du mouvement libertaire européen (dont Charles Malato et Jean Grave), Francisco Ferrer crée la première Escuela moderna à Barcelone. L'école primaire est mixte, rationaliste et scientifique, laïque et non religieuse, centrée sur la liberté de l'enfant, l'absence de compétition et d'examens, l'éducation physique et sexuelle. Les parents la financent, proportionnellement à leurs revenus. Elle inspirera Célestin Freinet. En 1908, il y a dix de ces écoles à Barcelone et une centaine dans toute l'Espagne.
La même année, il fonde, en parallèle, une maison d'édition populaire consacrée à la publication d'ouvrages pédagogiques, dont certains écrits en collaboration avec le géographe Élisée Reclus. Il lance à Bruxelles L'école rénovée, qui devient la revue de la Ligue européenne pour l'éducation intégrale qui réunit à la fois des socialistes libertaires et les propagandistes de l'éducation nouvelle sur le terrain éducatif et pédagogique,.
En 1904, Sébastien Faure fonde, près de Rambouillet, La Ruche, une école libertaire qu'il maintient jusqu'en 1914. Il estime que « l'éducation doit prouver par le fait que l'individu n'étant que le reflet, l'image et la résultante du milieu dans lequel il se développe, tant vaut le milieu, tant vaut l'individu ».
En 1911, une association Francisco Ferrer se constitue aux États-Unis qui crée la première des Modern school, celle de New York, couramment appelée le Ferrer Center. Elle est animée par un groupe d'anarchistes dont Leonard Abbott, Harry Kelly, Alexandre Berkman, Voltairine de Cleyre, Emma Goldman et Margaret Sanger. Le philosophe Will Durant est directeur de l'école à partir de 1912. Les peintres de l'école Ashcan (mouvement artistique), Robert Henri et George Bellows, sont chargés de cours et des écrivains activistes comme Margaret Sanger, Jack London et Upton Sinclair y donnent des lectures. Les artistes Man Ray et Alfred Levitt y étudient. Selon Emma Goldman, ces cours « contribuèrent à créer un esprit de liberté dans les classes d'art tel qu'il n'en existait probablement nulle part à New York à cette époque. ».
De 1919 à 1930 en Allemagne, les écoles libertaires de Hambourg accueillent des milliers d'élèves dans des communautés de vie éducatives. Le contenu des apprentissages dépend entièrement de ce que les enfants ont le désir d'apprendre. Ces écoles publiques au mode opératoire radical récusent la distance entre l'enfant et le pédagogue qui devient un « maître-camarade ». La dernière école est fermée lors de l'arrivée au pouvoir du régime nazi.
Depuis 1922 en Angleterre, la Summerhill School fondée par Alexander Sutherland Neill est un projet d'éducation à la liberté par la liberté, autogéré par les enfants et les adultes grâce à la démocratie directe basée sur l'égalité. Pour son fondateur, « Chacun est libre de faire ce qu’il veut aussi longtemps qu’il n’empiète pas sur la liberté des autres » et sa transcription pédagogique est simple : « En matière de santé psychique, nous ne devons rien imposer et, en matière d’apprentissage, rien demander ». Grâce au livre Libres enfants de Summerhil (1960) publié en français en 1971, l'expérience éducative devient le symbole de la pédagogie anti-autoritaire et influence l'ensemble du mouvement de l'Éducation nouvelle.

## Historiens de l'anarchisme
- Henri Arvon
- Claire Auzias
- Paul Avrich
- Normand Baillargeon
- René Berthier
- René Bianco
- Sylvain Boulouque
- Stuart Christie
- Daniel Colson
- Marianne Enckell
- Claude Faber
- Vittorio Frigerio
- Giuseppe Galzerano
- Daniel Guérin
- Stewart Home
- Ricarda Huch
- Gaston Leval
- Jean Maitron
- Gaetano Manfredonia
- Émile Masson
- Frank Mintz
- Max Nettlau
- Abel Paz
- José Peirats Valls
- Philippe Pelletier
- Irène Pereira
- Alain Pessin
- Eduard Pons Prades
- Michel Ragon
- Rudolf Rocker
- Carlos Semprún Maura
- Alexandre Skirda
- Antonio Téllez
- Julius Van Daal
- Voline
- Howard Zinn
- Robert Graham

#### Histoire générale de l'anarchisme
- Henri Arvon, L'Anarchisme, Presses universitaires de France, coll. « Que sais-je ? », 1951.
- Normand Baillargeon, L'Ordre moins le pouvoir : histoire et actualité de l'anarchisme, Agone, coll. « Mémoires Sociales », 2004 . (ISBN 978-2-910846-29-9).
- Eduardo Colombo, Une brève histoire du mouvement anarchiste, in Le problème du Pouvoir : entre psychologie sociale et anarchisme, Les C@hiers de psychologie politique, 28 octobre 2015, [lire en ligne].
- Claude Faber, L'anarchie, une histoire de révoltes, Milan, coll. « Les essentiels Milan », 2002  (ISBN 978-2-7459-0580-2).
- Daniel Guérin, L'Anarchisme : de la doctrine à l'action, Paris, Gallimard, 1965, [lire en ligne].
- Claude Harmel, Histoire de l'anarchie, des origines à 1880, illustrations, éditions Champ libre, 1984.
- Jean Préposiet, Histoire de l'anarchisme, Éditions Tallandier, coll. « Approches », mars 2002 (1re éd. 1995), 510 p. (ISBN 978-2847340037).
- Gaetano Manfredonia, Histoire mondiale de l'anarchie, Éditions Textuel & Arte éditions, 2014, notice éditeur.
- Anne-Léo Zévaès, Le Mouvement Anarchiste de 1870 à nos jours, La Nouvelle Revue, 15 mai 1932, texte intégral.

#### Littérature anarchiste
- Vittorio Frigerio, Nouvelles anarchistes : la création littéraire dans la presse militante (1890-1946), Éditions littéraires et linguistiques de l’Université de Grenoble (ELLUG) : Grenoble, 2012, 267 p.  (ISBN 9782843102165) Présentation online.
- Vittorio Frigerio, La Littérature de l'anarchisme. Anarchistes de lettres et lettrés face à l'anarchisme, Éditions littéraires et linguistiques de l’Université de Grenoble (ELLUG) : Grenoble, 2014, 390 p.  (ISBN 9782843102714) Présentation online.
- Irène Pereira, L'anarchisme dans les textes, anthologie, Textuel, 2011.

#### Courants anarchistes
- Victor Basch, L'Individualisme anarchiste, Archives Karéline, 2012 (1re éd. 1928) (OCLC 1390022467, lire en ligne).
- Gaetano Manfredonia, Anarchisme et changement social : insurrectionnalisme, syndicalisme, éducationnisme-réalisateur, Lyon, Atelier de création libertaire, 2007, 347  p.
- Anne Steiner, Les en-dehors : anarchistes individualistes et illégalistes à la Belle époque, L'Échappée, 2008,  (ISBN 978-2-915830-13-2).

#### Anarchisme en France
- Vivien Bouhey (préf. Philippe Levillain), Les anarchistes contre la République : contribution à l'histoire des réseaux (1880-1914), Rennes, Presses universitaires de Rennes, coll. « Histoire », 2008, 491 p. (ISBN 978-2-7535-0727-2, présentation en ligne), [présentation en ligne].
- Sylvain Boulouque et Benjamin Stora, Les anarchistes français face aux guerres coloniales : 1945-1962, Lyon, Atelier de création libertaire, 2003, 120 p. (ISBN 978-2-905-69182-8, OCLC 53878212).
- Jean Maitron, Le mouvement anarchiste en France, Gallimard, coll. « Tel », 1992  (ISBN 978-2-07-072498-7).
- Jean Maitron, Le Mouvement anarchiste en France, tome 2 : de 1914 à nos jours, Gallimard, coll. « Tel », 1992  (ISBN 978-2-07-072499-4).
- Jean Maitron, Ravachol et les anarchistes, Gallimard, coll. « Folio-Histoire », 1992  (ISBN 978-2-07-032675-4).
- Gaetano Manfredonia (Dir.), Les anarchistes et la révolution française, Paris,  éd. du ML, 1990, 314  p.
- Gaetano Manfredonia, La Chanson anarchiste en France des origines à 1914 : dansons la Ravachole !, Paris; Montréal, L'Harmattan, 1997, 445 p.

#### Révolution russe
- Pierre Dardot, Christian Laval, L'ombre d'octobre : La Révolution russe et le spectre des soviets, Lux, 2017,  (ISBN 978-2895962670), présentation éditeur, introduction en ligne.

#### Révolution espagnole
- Burnett Bolloten, La Révolution espagnole : la gauche et la lutte pour le pouvoir, Paris, Éditions Ruedo Ibérico, 1977, (OCLC 3689855).

#### Personnalités de l'anarchisme
- Itinéraire : une vie, une pensée
  - Buenaventura Durruti, no 1, juin 1987, 52 pages, présentation en ligne, texte intégral, notice.
  - Sacco et Vanzetti, no 2, décembre 1987, 36 pages, notice.
  - Kropotkine, no 3, juin 1988, 50 pages, présentation en ligne, notice.
  - Rudolf Rocker, no 4, décembre 1988, 42 pages, présentation en ligne, notice.
  - Malatesta, no 5/6, juin 1989, 92 pages, présentation en ligne, notice.
  - Pierre-Joseph Proudhon, no 7, 1er semestre 1990, 68 pages, notice.
  - Emma Goldman, no 8, second semestre 1990, 84 pages, présentation en ligne, notice.
  - Ricardo Flores Magón, no 9/10, 1er semestre 1992, 104 pages, couverture en ligne, présentation en ligne, notice.
  - Eugène Varlin, no 11, 1er semestre 1993, 72 pages, présentation en ligne, notice.
  - Henry Poulaille, no 12, 1er semestre 1994, 92 pages, présentation en ligne.
  - Voline, no 13, 1996, 88 pages, présentation en ligne, notice.
  - Élisée Reclus, no 14/15, 1998, 109 pages, notice, pages 100-107.

#### Dans la fiction
- Jomy Cuadrado, La vie rêvée d’un ange ou La stratégie du tailleur de pierre, Théolib, 2016.
- Jomy Cuadrado, Pedro, Théolib, 2018.
- Jomy Cuadrado, Le guarnerius, Théolib, 2019. 142 pages.

### Vidéo
- Hélène Châtelain, Nestor Makhno, un paysan d’Ukraine, Arte, 1996, voir en ligne sur Vimeo
- Tancrède Ramonet, Ni Dieu ni maître, une histoire de l'anarchisme, co-production Arte France et Temps noir, 2 x 90 min, 2016, présentation éditeur.
- Tancrède Ramonet, Ni Dieu ni maître, une histoire de l'anarchisme, Volume 2 — 1944-2012, co-production LCP et Temps noir, 2 x 52 min, 2023.

### Radio
- Jean Lebrun, Gaetano Manfredonia, Les anarchistes et l'écologie, La marche de l'histoire, France Inter, 16 février 2015, écouter en ligne.
- Jean Lebrun, Philippe Pelletier, Les anarchistes : le moment terroriste, et après ?, France Inter, 26 novembre 2015, écouter en ligne.